# Світовий Тур ATP 2014
Світовий Тур ATP 2014 - всесвітній елітний професійний цикл тенісних турнірів, організований Асоціацією тенісистів-професіоналів як частина тенісного сезону 2014 року. У 2014 році календар включав турніри Великого шолому (проводяться Міжнародною федерацією тенісу), турніри серії Мастерс, турніри категорій 500 і 250. Також до Туру входили Кубок Девіса та Фінал Світового Туру ATP. Крім того, до офіційного переліку турнірів входив Кубок Гопмана, за який очки учасникам не нараховувалися.
Жіночим аналогом чоловічої ATP є організація WTA (Women's Tennis Association), яка проводила WTA Тур 2014.

## Розклад
Нижче наведено повний розклад турнірів на 2014 рік, включаючи перелік тенісистів, які дійшли на турнірах щонайменше до чвертьфіналу.
Легенда
| Турніри Великого шолома       |
| Фінал Світового Туру ATP      |
| Світовий Тур ATP Мастерс 1000 |
| Світовий Тур ATP 500          |
| Світовий Тур ATP 250          |
| Командні змагання             |

### Січень
| Тиждень           | Турнір | Чемпіони | Фіналісти | Півфіналісти                                      | Чвертьфіналісти                                                     |
| ----------------- | --- | --- | --- | ------------------------------------------------- | ------------------------------------------------------------------- |
| 30 грудня         | Кубок Хопмана Перт, Австралія Турнір змішаних команд ITF $1,000,000 – Хард (п) – 8 команд (ГР) | Франція 2–1 | Польща | Круговий турнір (Група A) Канада Італія Австралія | Круговий турнір (Група B) Чехія США Іспанія                         |
| 30 грудня         | Brisbane International Брисбен, Австралія Світовий Тур ATP 250 $511,825 – Хард – 28S/32Q/16D Одиночний розряд – Парний розряд | Ллейтон Г'юїтт 6–1, 4–6, 6–3 | Роджер Федерер | Жеремі Шарді Кей Нісікорі                         | Марінко Матосевич Сем Грот Маріус Копіл Марин Чилич                 |
| 30 грудня         | Brisbane International Брисбен, Австралія Світовий Тур ATP 250 $511,825 – Хард – 28S/32Q/16D Одиночний розряд – Парний розряд | Маріуш Фирстенберг Деніел Нестор 6–7(4–7),6–4, [10–7]                                                                                              | Хуан Себастьян Кабаль Роберт Фара                                                                                            | Жеремі Шарді Кей Нісікорі                         | Марінко Матосевич Сем Грот Маріус Копіл Марин Чилич                 |
| 30 грудня         | Aircel Chennai Open Ченнай, India Світовий Тур ATP 250 $459,140 – Хард – 28S/32Q/16D Одиночний розряд – Парний розряд | Стен Вавринка 7–5, 6–2 | Едуар Роже-Васслен | Вашек Поспішил Марсель Гранольєрс                 | Аляж Бедене Юкі Бгамбрі Бенуа Пер Дуді Села                         |
| 30 грудня         | Aircel Chennai Open Ченнай, India Світовий Тур ATP 250 $459,140 – Хард – 28S/32Q/16D Одиночний розряд – Парний розряд | Юган Брунстрем Фредерік Нільсен 6–2, 4–6, [10–7]                                                                                                   | Марін Драганя Мате Павич | Вашек Поспішил Марсель Гранольєрс                 | Аляж Бедене Юкі Бгамбрі Бенуа Пер Дуді Села                         |
| 30 грудня         | Qatar ExxonMobil Open Доха, Катар Світовий Тур ATP 250 $1,195,500 – Хард – 32S/32Q/16D Одиночний розряд – Парний розряд | Рафаель Надаль 6–1, 6–7(5–7), 6–2 | Гаель Монфіс | Петер Гойовчик Флоріан Маєр                       | Ернестс Гульбіс Дастін Браун Віктор Генеску Даніель Брандс          |
| 30 грудня         | Qatar ExxonMobil Open Доха, Катар Світовий Тур ATP 250 $1,195,500 – Хард – 32S/32Q/16D Одиночний розряд – Парний розряд | Томаш Бердих Ян Гаєк 6–2, 6–4 | Александер Пея Бруно Соарес                                                                                                  | Петер Гойовчик Флоріан Маєр                       | Ернестс Гульбіс Дастін Браун Віктор Генеску Даніель Брандс          |
| 6 січня           | Apia International Sydney Сідней, Австралія Світовий Тур ATP 250 $511,825 – Хард – 28S/32Q/16D Одиночний розряд – Парний розряд | Хуан Мартін дель Потро 6–3, 6–1 | Бернард Томіч | Дмитро Турсунов Сергій Стаховський                | Радек Штепанек Денис Істомін Марінко Матосевич Олександр Долгополов |
| 6 січня           | Apia International Sydney Сідней, Австралія Світовий Тур ATP 250 $511,825 – Хард – 28S/32Q/16D Одиночний розряд – Парний розряд | Деніел Нестор Ненад Зімоньїч 7–6(7–3), 7–6(7–3) | Роган Бопанна Айсам-уль-Хак Куреші                                                                                           | Дмитро Турсунов Сергій Стаховський                | Радек Штепанек Денис Істомін Марінко Матосевич Олександр Долгополов |
| 6 січня           | Heineken Open Окленд, Нова Зеландія Світовий Тур ATP 250 $514,345 – Хард – 28S/32Q/16D Одиночний розряд – Парний розряд | Джон Ізнер 7–6(7–4), 7–6(9–7) | Лу Єн-Сун | Давид Феррер Роберто Ботіста-Ахут                 | Гільєрмо Гарсія-Лопес Стів Джонсон Філіпп Кольшрайбер Джек Сок      |
| 6 січня           | Heineken Open Окленд, Нова Зеландія Світовий Тур ATP 250 $514,345 – Хард – 28S/32Q/16D Одиночний розряд – Парний розряд | Юліан Ноул Марсело Мело 4–6, 6–3, [10–5] | Александер Пея Бруно Соарес                                                                                                  | Давид Феррер Роберто Ботіста-Ахут                 | Гільєрмо Гарсія-Лопес Стів Джонсон Філіпп Кольшрайбер Джек Сок      |
| 13 січня 20 січня | Відкритий чемпіонат Австралії Мельбурн, Австралія Великий шолом A$16,000,000 – Хард 128S/128Q/64D/32X Одиночний розряд – Парний розряд – Змішаний парний розряд | Стен Вавринка 6–3, 6–2, 3–6, 6–3 | Рафаель Надаль | Роджер Федерер Томаш Бердих                       | Григор Димитров Енді Маррей Давид Феррер Новак Джокович             |
| 13 січня 20 січня | Відкритий чемпіонат Австралії Мельбурн, Австралія Великий шолом A$16,000,000 – Хард 128S/128Q/64D/32X Одиночний розряд – Парний розряд – Змішаний парний розряд | Лукаш Кубот Роберт Ліндстедт 6–3, 6–3 | Ерік Буторак Равен Класен | Роджер Федерер Томаш Бердих                       | Григор Димитров Енді Маррей Давид Феррер Новак Джокович             |
| 13 січня 20 січня | Відкритий чемпіонат Австралії Мельбурн, Австралія Великий шолом A$16,000,000 – Хард 128S/128Q/64D/32X Одиночний розряд – Парний розряд – Змішаний парний розряд | Крістіна Младенович Деніел Нестор 6–3, 6–2 | Саня Мірза Горія Текеу | Роджер Федерер Томаш Бердих                       | Григор Димитров Енді Маррей Давид Феррер Новак Джокович             |
| 27 січня          | Перше коло кубка Девіса Острава, Чехія – Hard (i) Токіо, Японія – Hard (i) Франкфурт, Німеччина – Hard (i) Ла-Рош-сюр-Іон, Франція – ґрунт (п) Сан-Дієго, США – ґрунт Мар-дель-Плата, Аргентина – ґрунт (Red) Астана, Казахстан – Hard (i) Новий Сад, Сербія – Hard (i) | Перемогли в першому раунді Чехія 3–2 · Японія 4–1 · Німеччина 4–1 · Франція 5–0 · Велика Британія 3–1 · Італія 3–1 · Казахстан 3–2 · Швейцарія 3–2 | Програли в першому раунді Нідерланди · Канада · Іспанія · Австралія · Сполучені Штати Америки · Аргентина · Бельгія · Сербія |                                                   |                                                                     |

### Лютий
| Тиждень   | Турнір | Чемпіони                                                 | Фіналісти                                  | Півфіналісти                       | Чвертьфіналісти                                                       |
| --------- | --- | -------------------------------------------------------- | ------------------------------------------ | ---------------------------------- | --------------------------------------------------------------------- |
| 3 лютого  | Open Sud de France Монпельє, Франція Світовий Тур ATP 250 €485,760 – Хард (п) – 28S/32Q/16D Одиночний розряд – Парний розряд                        | Гаель Монфіс 6–4, 6–4                                    | Рішар Гаске                                | Єжи Янович Яркко Ніємінен          | Альбано Оліветті Едуар Роже-Васслен Денис Істомін Марк Жікель         |
| 3 лютого  | Open Sud de France Монпельє, Франція Світовий Тур ATP 250 €485,760 – Хард (п) – 28S/32Q/16D Одиночний розряд – Парний розряд                        | Микола Давиденко Денис Істомін 6–4, 1–6, [10–7]          | Марк Жікель Ніколя Маю                     | Єжи Янович Яркко Ніємінен          | Альбано Оліветті Едуар Роже-Васслен Денис Істомін Марк Жікель         |
| 3 лютого  | PBZ Zagreb Indoors Загреб, Хорватія Світовий Тур ATP 250 €485,760 – Хард (п) – 28S/32Q/16D Одиночний розряд – Парний розряд                         | Марин Чилич 6–3, 6–4                                     | Томмі Гаас                                 | Деніел Еванс Б'єрн Фау             | Андрій Кузнєцов Філіпп Кольшрайбер Іван Додіг Дуді Села               |
| 3 лютого  | PBZ Zagreb Indoors Загреб, Хорватія Світовий Тур ATP 250 €485,760 – Хард (п) – 28S/32Q/16D Одиночний розряд – Парний розряд                         | Жан-Жульєн Роєр Горія Текеу 3–6, 6–4, [10–2]             | Філіпп Маркс Міхал Мертиняк                | Деніел Еванс Б'єрн Фау             | Андрій Кузнєцов Філіпп Кольшрайбер Іван Додіг Дуді Села               |
| 3 лютого  | Royal Guard Open Він'я-дель-Мар, Чилі Світовий Тур ATP 250 $485,760 – ґрунт – 28S/32Q/16D Одиночний розряд – Парний розряд                          | Фабіо Фоніні 6–2, 6–4                                    | Леонардо Маєр                              | Ніколас Альмагро Сантьяго Хіральдо | Жеремі Шарді Таро Даніель Гільєрмо Гарсія-Лопес Даніель Хімено-Травер |
| 3 лютого  | Royal Guard Open Він'я-дель-Мар, Чилі Світовий Тур ATP 250 $485,760 – ґрунт – 28S/32Q/16D Одиночний розряд – Парний розряд                          | Олівер Марах Флорін Мерджа 6–3, 6–4                      | Хуан Себастьян Кабаль Роберт Фара          | Ніколас Альмагро Сантьяго Хіральдо | Жеремі Шарді Таро Даніель Гільєрмо Гарсія-Лопес Даніель Хімено-Травер |
| 10 лютого | ABN AMRO World Tennis Tournament Роттердам, Нідерланди Світовий Тур ATP 500 €1,575,875 – Хард (п) – 32S/16Q/16D/4Q Одиночний розряд – Парний розряд | Томаш Бердих 6–4, 6–2                                    | Марин Чилич                                | Ернестс Гульбіс Ігор Сійслінґ      | Хуан Мартін дель Потро Єжи Янович Філіпп Кольшрайбер Енді Маррей      |
| 10 лютого | ABN AMRO World Tennis Tournament Роттердам, Нідерланди Світовий Тур ATP 500 €1,575,875 – Хард (п) – 32S/16Q/16D/4Q Одиночний розряд – Парний розряд | Мікаель Льодра Ніколя Маю 6–2, 7–6(7–4)                  | Жан-Жульєн Роєр Горія Текеу                | Ернестс Гульбіс Ігор Сійслінґ      | Хуан Мартін дель Потро Єжи Янович Філіпп Кольшрайбер Енді Маррей      |
| 10 лютого | U.S. National Indoor Tennis Championships Мемфіс, США Світовий Тур ATP 250 $647,675 – Хард (п) – 28S/32Q/16D Одиночний розряд – Парний розряд       | Кей Нісікорі 6–4, 7–6(7–0)                               | Іво Карлович                               | Майкл Расселл Лу Єн-Сун            | Алекс Богомолов мл. Ллейтон Г'юїтт Алекс Кузнєцов Джек Сок            |
| 10 лютого | U.S. National Indoor Tennis Championships Мемфіс, США Світовий Тур ATP 250 $647,675 – Хард (п) – 28S/32Q/16D Одиночний розряд – Парний розряд       | Ерік Буторак Равен Класен 6–4, 6–4                       | Боб Браян Майк Браян                       | Майкл Расселл Лу Єн-Сун            | Алекс Богомолов мл. Ллейтон Г'юїтт Алекс Кузнєцов Джек Сок            |
| 10 лютого | Copa Claro Буенос Айрес, Аргентина Світовий Тур ATP 250 $567,760 – ґрунт – 32S/32Q/16D Одиночний розряд – Парний розряд                             | Давид Феррер 6–4, 6–3                                    | Фабіо Фоніні                               | Ніколас Альмагро Томмі Робредо     | Альберт Рамос Жеремі Шарді Робін Гаасе Пабло Андухар                  |
| 10 лютого | Copa Claro Буенос Айрес, Аргентина Світовий Тур ATP 250 $567,760 – ґрунт – 32S/32Q/16D Одиночний розряд – Парний розряд                             | Марсель Гранольєрс Марк Лопес 7–5, 6–4                   | Пабло Куевас Орасіо Себальйос              | Ніколас Альмагро Томмі Робредо     | Альберт Рамос Жеремі Шарді Робін Гаасе Пабло Андухар                  |
| 17 лютого | Rio Open 500 Ріо-де-Жанейро, Бразилія Світовий Тур ATP 500 $1,454,365 – ґрунт – 32S/16Q/16D/4Q Одиночний розряд – Парний розряд                     | Рафаель Надаль 6–3, 7–6(7–3)                             | Олександр Долгополов                       | Пабло Андухар Давид Феррер         | Жуан Соуза Томмі Робредо Фабіо Фоніні Томас Беллуччі                  |
| 17 лютого | Rio Open 500 Ріо-де-Жанейро, Бразилія Світовий Тур ATP 500 $1,454,365 – ґрунт – 32S/16Q/16D/4Q Одиночний розряд – Парний розряд                     | Хуан Себастьян Кабаль Роберт Фара 6–4, 6–2               | Давід Марреро Марсело Мело                 | Пабло Андухар Давид Феррер         | Жуан Соуза Томмі Робредо Фабіо Фоніні Томас Беллуччі                  |
| 17 лютого | Open 13 Марсель, Франція Світовий Тур ATP 250 €621,560 – Хард (п) – 28S/32Q/16D Одиночний розряд – Парний розряд                                    | Ернестс Гульбіс 7–6(7–5), 6–4                            | Жо-Вілфрід Тсонга                          | Рішар Гаске Ян-Леннард Штруфф      | Іван Додіг Ніколя Маю Мікаель Льодра Едуар Роже-Васслен               |
| 17 лютого | Open 13 Марсель, Франція Світовий Тур ATP 250 €621,560 – Хард (п) – 28S/32Q/16D Одиночний розряд – Парний розряд                                    | Жульєн Беннето Едуар Роже-Васслен 4–6, 7–6(8–6), [13–11] | Пол Генлі Джонатан Маррей                  | Рішар Гаске Ян-Леннард Штруфф      | Іван Додіг Ніколя Маю Мікаель Льодра Едуар Роже-Васслен               |
| 17 лютого | Delray Beach Open Делрей-Біч, США Світовий Тур ATP 250 $539,730 – Хард – 32S/32Q/16D Одиночний розряд – Парний розряд                               | Марин Чилич 7–6(8–6), 6–7(7–9), 6–4                      | Кевін Андерсон                             | Стів Джонсон Джон Ізнер            | Фелісіано Лопес Марінко Матосевич Теймураз Габашвілі Райн Вільямс     |
| 17 лютого | Delray Beach Open Делрей-Біч, США Світовий Тур ATP 250 $539,730 – Хард – 32S/32Q/16D Одиночний розряд – Парний розряд                               | Боб Браян Майк Браян 6–2, 6–3                            | Франтішек Чермак Єлгін Михайло Миколайович | Стів Джонсон Джон Ізнер            | Фелісіано Лопес Марінко Матосевич Теймураз Габашвілі Райн Вільямс     |
| 24 лютого | Dubai Tennis Championships Дубай, ОАЕ Світовий Тур ATP 500 $2,359,935 – Хард – 32S/16Q/16D/4Q Одиночний розряд – Парний розряд                      | Роджер Федерер 3–6, 6–4, 6–3                             | Томаш Бердих                               | Новак Джокович Філіпп Кольшрайбер  | Михайло Южний Лукаш Росол Жо-Вілфрід Тсонга Малік Джазірі             |
| 24 лютого | Dubai Tennis Championships Дубай, ОАЕ Світовий Тур ATP 500 $2,359,935 – Хард – 32S/16Q/16D/4Q Одиночний розряд – Парний розряд                      | Роган Бопанна Айсам-уль-Хак Куреші 6–4, 6–3              | Деніел Нестор Ненад Зімоньїч               | Новак Джокович Філіпп Кольшрайбер  | Михайло Южний Лукаш Росол Жо-Вілфрід Тсонга Малік Джазірі             |
| 24 лютого | Abierto Mexicano Telcel Акапулько, Мексика Світовий Тур ATP 500 $1,454,365 – Хард – 32S/16Q/16D/4Q Одиночний розряд – Парний розряд                 | Григор Димитров 7–6(7–1), 3–6, 7–6(7–5)                  | Кевін Андерсон                             | Олександр Долгополов Енді Маррей   | Давид Феррер Іво Карлович Ернестс Гульбіс Жиль Сімон                  |
| 24 лютого | Abierto Mexicano Telcel Акапулько, Мексика Світовий Тур ATP 500 $1,454,365 – Хард – 32S/16Q/16D/4Q Одиночний розряд – Парний розряд                 | Кевін Андерсон Меттью Ебден 6–3, 6–3                     | Фелісіано Лопес Макс Мирний                | Олександр Долгополов Енді Маррей   | Давид Феррер Іво Карлович Ернестс Гульбіс Жиль Сімон                  |
| 24 лютого | Brasil Open Сан-Паулу, Бразилія Світовий Тур ATP 250 $539,730 – ґрунт (п) – 28S/32Q/16D Одиночний розряд – Парний розряд                            | Федеріко Дельбоніс 4–6, 6–3, 6–4                         | Паоло Лоренці                              | Томмі Гаас Томас Беллуччі          | Орасіо Себальйос Хуан Монако Мартін Кліжан Альберт Монтаньєс          |
| 24 лютого | Brasil Open Сан-Паулу, Бразилія Світовий Тур ATP 250 $539,730 – ґрунт (п) – 28S/32Q/16D Одиночний розряд – Парний розряд                            | Гільєрмо Гарсія-Лопес Філіпп Освальд 5–7, 6–4, [15–13]   | Хуан Себастьян Кабаль Роберт Фара          | Томмі Гаас Томас Беллуччі          | Орасіо Себальйос Хуан Монако Мартін Кліжан Альберт Монтаньєс          |

### Березень
| Тиждень               | Турнір | Чемпіони                                                                       | Фіналісти                                                                 | Півфіналісти                    | Чвертьфіналісти                                              |
| --------------------- | --- | ------------------------------------------------------------------------------ | ------------------------------------------------------------------------- | ------------------------------- | ------------------------------------------------------------ |
| 3 березня 10 березня  | BNP Paribas Open Індіан-Веллс, США Світовий тур ATP Мастерс 1000 $6,120,968 – Хард – 96S/48Q/32D Одиночний розряд – Парний розряд | Новак Джокович 3–6, 6–3, 7–6(7–3)                                              | Роджер Федерер                                                            | Олександр Долгополов Джон Ізнер | Мілош Раоніч Кевін Андерсон Ернестс Гульбіс Жульєн Беннето   |
| 3 березня 10 березня  | BNP Paribas Open Індіан-Веллс, США Світовий тур ATP Мастерс 1000 $6,120,968 – Хард – 96S/48Q/32D Одиночний розряд – Парний розряд | Боб Браян Майк Браян 6–4, 6–3                                                  | Александер Пея Бруно Соарес                                               | Олександр Долгополов Джон Ізнер | Мілош Раоніч Кевін Андерсон Ернестс Гульбіс Жульєн Беннето   |
| 17 березня 24 березня | Sony Open Tennis Маямі, США Світовий Тур ATP Masters 1000 $5,649,405 – Хард – 96S/48Q/32D Одиночний розряд – Парний розряд        | Новак Джокович 6–3, 6–3                                                        | Рафаель Надаль                                                            | Томаш Бердих Кей Нісікорі       | Мілош Раоніч Олександр Долгополов Роджер Федерер Енді Маррей |
| 17 березня 24 березня | Sony Open Tennis Маямі, США Світовий Тур ATP Masters 1000 $5,649,405 – Хард – 96S/48Q/32D Одиночний розряд – Парний розряд        | Боб Браян Майк Браян 7–6(10–8), 6–4                                            | Хуан Себастьян Кабаль Роберт Фара                                         | Томаш Бердих Кей Нісікорі       | Мілош Раоніч Олександр Долгополов Роджер Федерер Енді Маррей |
| 31 березня            | Чвертьфінали кубка Девіса Токіо, Японія – Hard (i) Нансі, Франція – Hard (i) Неаполь, Італія – ґрунт Женева, Швейцарія – Hard (i) | Перемогли у чвертьфіналах Чехія 5–0 · Франція 3–2 · Італія 3–2 · Швейцарія 3–2 | Програли у чвертьфіналах Японія · Німеччина · Велика Британія · Казахстан |                                 |                                                              |

### Квітень
| Тиждень   | Турнір | Чемпіони                                        | Фіналісти                             | Півфіналісти                               | Чвертьфіналісти                                                     |
| --------- | --- | ----------------------------------------------- | ------------------------------------- | ------------------------------------------ | ------------------------------------------------------------------- |
| 7 квітня  | Ґрунтовий чемпіонат США Х'юстон, США Світовий Тур ATP 250 $539,730 – Ґрунт (Maroon) – 28S/32Q/16D Одиночний розряд – Парний розряд            | Фернандо Вердаско 6–3, 7–6(7–4)                 | Ніколас Альмагро                      | Сем Кверрі Сантьяго Хіральдо               | Дастін Браун Джек Сок Дональд Янг Алехандро Гонсалес                |
| 7 квітня  | Ґрунтовий чемпіонат США Х'юстон, США Світовий Тур ATP 250 $539,730 – Ґрунт (Maroon) – 28S/32Q/16D Одиночний розряд – Парний розряд            | Боб Браян Майк Браян 4–6, 6–4, [11–9]           | Давід Марреро Фернандо Вердаско       | Сем Кверрі Сантьяго Хіральдо               | Дастін Браун Джек Сок Дональд Янг Алехандро Гонсалес                |
| 7 квітня  | Гран-прі Хассана II Касабланка, Марокко Світовий Тур ATP 250 €485,760 – ґрунт – 28S/32Q/16D Одиночний розряд – Парний розряд                  | Гільєрмо Гарсія-Лопес 5–7, 6–4, 6–3             | Марсель Гранольєрс                    | Федеріко Дельбоніс Роберто Карбальєс Баена | Віктор Генеску Пабло Карреньо Буста Бенуа Пер Андрій Кузнєцов       |
| 7 квітня  | Гран-прі Хассана II Касабланка, Марокко Світовий Тур ATP 250 €485,760 – ґрунт – 28S/32Q/16D Одиночний розряд – Парний розряд                  | Жан-Жульєн Роєр Горія Текеу 6–2, 6–2            | Томаш Беднарек Лукаш Длуги            | Федеріко Дельбоніс Роберто Карбальєс Баена | Віктор Генеску Пабло Карреньо Буста Бенуа Пер Андрій Кузнєцов       |
| 14 квітня | Monte-Carlo Rolex Masters Монте-Карло, Монако Світовий Тур ATP Masters 1000 €3,452,415 – ґрунт – 56S/28Q/24D Одиночний розряд – Парний розряд | Стен Вавринка 4–6, 7–6(7–5), 6–2                | Роджер Федерер                        | Давид Феррер Новак Джокович                | Рафаель Надаль Мілош Раоніч Жо-Вілфрід Тсонга Гільєрмо Гарсія-Лопес |
| 14 квітня | Monte-Carlo Rolex Masters Монте-Карло, Монако Світовий Тур ATP Masters 1000 €3,452,415 – ґрунт – 56S/28Q/24D Одиночний розряд – Парний розряд | Боб Браян Майк Браян 6–3, 3–6, [10–8]           | Іван Додіг Марсело Мело               | Давид Феррер Новак Джокович                | Рафаель Надаль Мілош Раоніч Жо-Вілфрід Тсонга Гільєрмо Гарсія-Лопес |
| 21 квітня | Барселона Open BancSabadell Барселона, Іспанія Світовий Тур ATP 500 €2,127,035 – ґрунт – 48S/24Q/16D/4Q Одиночний розряд – Парний розряд      | Кей Нісікорі 6–2, 6–2                           | Сантьяго Хіральдо                     | Ніколас Альмагро Ернестс Гульбіс           | Рафаель Надаль Філіпп Кольшрайбер Марин Чилич Теймураз Габашвілі    |
| 21 квітня | Барселона Open BancSabadell Барселона, Іспанія Світовий Тур ATP 500 €2,127,035 – ґрунт – 48S/24Q/16D/4Q Одиночний розряд – Парний розряд      | Джессі Гута Ґалунґ Стефан Робер 6–3, 6–3        | Деніел Нестор Ненад Зімоньїч          | Ніколас Альмагро Ернестс Гульбіс           | Рафаель Надаль Філіпп Кольшрайбер Марин Чилич Теймураз Габашвілі    |
| 21 квітня | BRD Năstase Țiriac Trophy Бухарест, Румунія Світовий Тур ATP 250 €485,760 – ґрунт – 28S/32Q/16D Одиночний розряд – Парний розряд              | Григор Димитров 7–6(7–2), 6–1                   | Лукаш Росол                           | Гаель Монфіс Робін Гаасе                   | Сергій Стаховський Поль-Анрі Матьє Жиль Сімон Денис Істомін         |
| 21 квітня | BRD Năstase Țiriac Trophy Бухарест, Румунія Світовий Тур ATP 250 €485,760 – ґрунт – 28S/32Q/16D Одиночний розряд – Парний розряд              | Жан-Жульєн Роєр Горія Текеу 6–4, 6–4            | Маріуш Фирстенберг Марцін Матковський | Гаель Монфіс Робін Гаасе                   | Сергій Стаховський Поль-Анрі Матьє Жиль Сімон Денис Істомін         |
| 28 квітня | BMW Open Мюнхен, Німеччина Світовий Тур ATP 250 €485,760 – ґрунт – 28S/32Q/16D Одиночний розряд – Парний розряд                               | Мартін Кліжан 2–6, 6–1, 6–2                     | Фабіо Фоніні                          | Ян-Леннард Штруфф Томмі Гаас               | Томас Беллуччі Річардас Беранкіс Денис Істомін Андреас Сеппі        |
| 28 квітня | BMW Open Мюнхен, Німеччина Світовий Тур ATP 250 €485,760 – ґрунт – 28S/32Q/16D Одиночний розряд – Парний розряд                               | Джеймі Маррей Джон Пірс 6–4, 6–2                | Колін Флемінг Росс Гатчінс            | Ян-Леннард Штруфф Томмі Гаас               | Томас Беллуччі Річардас Беранкіс Денис Істомін Андреас Сеппі        |
| 28 квітня | Відкритий чемпіонат Португалії Оейраш, Португалія Світовий Тур ATP 250 €485,760 – ґрунт – 28S/32Q/16D Одиночний розряд – Парний розряд        | Карлос Берлок 0–6, 7–5, 6–1                     | Томаш Бердих                          | Віктор Генеску Даніель Хімено-Травер       | Леонардо Маєр Гаштан Еліаш Марсель Гранольєрс Мілош Раоніч          |
| 28 квітня | Відкритий чемпіонат Португалії Оейраш, Португалія Світовий Тур ATP 250 €485,760 – ґрунт – 28S/32Q/16D Одиночний розряд – Парний розряд        | Сантьяго Гонсалес Скотт Ліпскі 6–3, 3–6, [10–8] | Пабло Куевас Давід Марреро            | Віктор Генеску Даніель Хімено-Травер       | Леонардо Маєр Гаштан Еліаш Марсель Гранольєрс Мілош Раоніч          |

### Травень
| Тиждень            | Турнір | Чемпіони                                              | Фіналісти                          | Півфіналісти                      | Чвертьфіналісти                                                |
| ------------------ | --- | ----------------------------------------------------- | ---------------------------------- | --------------------------------- | -------------------------------------------------------------- |
| 5 травня           | Mutua Madrid Open Мадрид, Іспанія Світовий Тур ATP Masters 1000 €4,625,835 – ґрунт – 56S/28Q/24D Одиночний розряд – Парний розряд                        | Рафаель Надаль 2–6, 6–4, 3–0 знявся                   | Кей Нісікорі                       | Роберто Ботіста-Ахут Давид Феррер | Томаш Бердих Сантьяго Хіральдо Фелісіано Лопес Ернестс Гульбіс |
| 5 травня           | Mutua Madrid Open Мадрид, Іспанія Світовий Тур ATP Masters 1000 €4,625,835 – ґрунт – 56S/28Q/24D Одиночний розряд – Парний розряд                        | Деніел Нестор Ненад Зімоньїч 6–4, 6–2                 | Боб Браян Майк Браян               | Роберто Ботіста-Ахут Давид Феррер | Томаш Бердих Сантьяго Хіральдо Фелісіано Лопес Ернестс Гульбіс |
| 12 травня          | Internazionali BNL d'Italia Рим, Італія Світовий Тур ATP Masters 1000 €3,452,415 – ґрунт – 56S/28Q/24D Одиночний розряд – Парний розряд                  | Новак Джокович 4–6, 6–3, 6–3                          | Рафаель Надаль                     | Григор Димитров Мілош Раоніч      | Енді Маррей Томмі Гаас Жеремі Шарді Давид Феррер               |
| 12 травня          | Internazionali BNL d'Italia Рим, Італія Світовий Тур ATP Masters 1000 €3,452,415 – ґрунт – 56S/28Q/24D Одиночний розряд – Парний розряд                  | Деніел Нестор Ненад Зімоньїч 6–4, 7–6(7–2)            | Робін Гаасе Фелісіано Лопес        | Григор Димитров Мілош Раоніч      | Енді Маррей Томмі Гаас Жеремі Шарді Давид Феррер               |
| 19 травня          | Відкритий чемпіонат Дюссельдорфа Дюссельдорф, Німеччина Світовий Тур ATP 250 €485,760 – ґрунт – 28S/32Q/16D Одиночний розряд – Парний розряд             | Філіпп Кольшрайбер 6–2, 7–6(7–4)                      | Іво Карлович                       | Денис Істомін Їржі Веселий        | Mate Delić Андреас Сеппі Юрген Мельцер Хуан Монако             |
| 19 травня          | Відкритий чемпіонат Дюссельдорфа Дюссельдорф, Німеччина Світовий Тур ATP 250 €485,760 – ґрунт – 28S/32Q/16D Одиночний розряд – Парний розряд             | Сантьяго Гонсалес Скотт Ліпскі 7–5, 4–6, [10–3]       | Мартін Еммріх Крістофер Кас        | Денис Істомін Їржі Веселий        | Mate Delić Андреас Сеппі Юрген Мельцер Хуан Монако             |
| 19 травня          | Open de Nice Côte d'Azur Ніцца, Франція Світовий Тур ATP 250 €485,760 – ґрунт – 28S/32Q/16D Одиночний розряд – Парний розряд                             | Ернестс Гульбіс 6–1, 7–6(7–5)                         | Федеріко Дельбоніс                 | Жиль Сімон Альберт Монтаньєс      | Джон Ізнер Карлос Берлок Леонардо Маєр Дмитро Турсунов         |
| 19 травня          | Open de Nice Côte d'Azur Ніцца, Франція Світовий Тур ATP 250 €485,760 – ґрунт – 28S/32Q/16D Одиночний розряд – Парний розряд                             | Мартін Кліжан Філіпп Освальд 6–2, 6–0                 | Роган Бопанна Айсам-уль-Хак Куреші | Жиль Сімон Альберт Монтаньєс      | Джон Ізнер Карлос Берлок Леонардо Маєр Дмитро Турсунов         |
| 26 травня 2 червня | Відкритий чемпіонат Франції Париж, Франція Великий шолом €11,552,000 – ґрунт 128S/128Q/64D/32X Одиночний розряд – Парний розряд – Змішаний парний розряд | Рафаель Надаль 3–6, 7–5, 6–2, 6–4                     | Новак Джокович                     | Енді Маррей Ернестс Гульбіс       | Давид Феррер Гаель Монфіс Томаш Бердих Мілош Раоніч            |
| 26 травня 2 червня | Відкритий чемпіонат Франції Париж, Франція Великий шолом €11,552,000 – ґрунт 128S/128Q/64D/32X Одиночний розряд – Парний розряд – Змішаний парний розряд | Жульєн Беннето Едуар Роже-Васслен 6–3, 7–6(7–1)       | Марсель Гранольєрс Марк Лопес      | Енді Маррей Ернестс Гульбіс       | Давид Феррер Гаель Монфіс Томаш Бердих Мілош Раоніч            |
| 26 травня 2 червня | Відкритий чемпіонат Франції Париж, Франція Великий шолом €11,552,000 – ґрунт 128S/128Q/64D/32X Одиночний розряд – Парний розряд – Змішаний парний розряд | Анна-Лена Гренефельд Жан-Жульєн Роєр 4–6, 6–2, [10–7] | Юлія Гергес Ненад Зімоньїч         | Енді Маррей Ернестс Гульбіс       | Давид Феррер Гаель Монфіс Томаш Бердих Мілош Раоніч            |

### Червень
| Тиждень             | Турнір | Чемпіони                                                  | Фіналісти                       | Півфіналісти                    | Чвертьфіналісти                                                    |
| ------------------- | --- | --------------------------------------------------------- | ------------------------------- | ------------------------------- | ------------------------------------------------------------------ |
| 9 червня            | Gerry Weber Open Галле, Німеччина Світовий Тур ATP 250 €809,600 – Трава – 28S/32Q/16D Одиночний розряд – Парний розряд                             | Роджер Федерер 7–6(7–2), 7–6(7–3)                         | Алехандро Фалья                 | Філіпп Кольшрайбер Кей Нісікорі | Дастін Браун Петер Гойовчик Стів Джонсон Лу Єн-Сун                 |
| 9 червня            | Gerry Weber Open Галле, Німеччина Світовий Тур ATP 250 €809,600 – Трава – 28S/32Q/16D Одиночний розряд – Парний розряд                             | Андре Бегеманн Юліан Ноул 1–6, 7–5, [12–10]               | Марко К'юдінеллі Роджер Федерер | Філіпп Кольшрайбер Кей Нісікорі | Дастін Браун Петер Гойовчик Стів Джонсон Лу Єн-Сун                 |
| 9 червня            | Aegon Championships Лондон, Велика Британія Світовий Тур ATP 250 €809,600 – Трава – 56S/32Q/24D Одиночний розряд – Парний розряд                   | Григор Димитров 6–7(8–10), 7–6(7–1), 7–6(8–6)             | Фелісіано Лопес                 | Стен Вавринка Радек Штепанек    | Марінко Матосевич Олександр Долгополов Кевін Андерсон Томаш Бердих |
| 9 червня            | Aegon Championships Лондон, Велика Британія Світовий Тур ATP 250 €809,600 – Трава – 56S/32Q/24D Одиночний розряд – Парний розряд                   | Александер Пея Бруно Соарес 4–6, 7–6(7–4), [10–4]         | Джеймі Маррей Джон Пірс         | Стен Вавринка Радек Штепанек    | Марінко Матосевич Олександр Долгополов Кевін Андерсон Томаш Бердих |
| 16 червня           | Topshelf Open 'с-Гертогенбос, Нідерланди Світовий Тур ATP 250 €485,760 – Трава – 32S/32Q/16D Одиночний розряд – Парний розряд                      | Роберто Баутіста Аґут 2–6, 7–6(7–2), 6–4                  | Бенжамін Бекер                  | Жуан Соуза Юрген Мельцер        | Тіємо де Баккер Вашек Поспішил Ніколя Маю Фернандо Вердаско        |
| 16 червня           | Topshelf Open 'с-Гертогенбос, Нідерланди Світовий Тур ATP 250 €485,760 – Трава – 32S/32Q/16D Одиночний розряд – Парний розряд                      | Жан-Жульєн Роєр Горія Текеу 6–3, 7–6(7–3)                 | Сантьяго Гонсалес Скотт Ліпскі  | Жуан Соуза Юрген Мельцер        | Тіємо де Баккер Вашек Поспішил Ніколя Маю Фернандо Вердаско        |
| 16 червня           | Aegon International Істборн, Велика Британія Світовий Тур ATP 250 €485,760 – Трава – 28S/32Q/16D Одиночний розряд – Парний розряд                  | Фелісіано Лопес 6–3, 6–7(5–7), 7–5                        | Рішар Гаске                     | Денис Істомін Сем Кверрі        | Мартін Кліжан Едуар Роже-Васслен Жеремі Шарді Жульєн Беннето       |
| 16 червня           | Aegon International Істборн, Велика Британія Світовий Тур ATP 250 €485,760 – Трава – 28S/32Q/16D Одиночний розряд – Парний розряд                  | Трет Х'юї Домінік Інглот 7–5, 5–7, [10–8]                 | Александер Пея Бруно Соарес     | Денис Істомін Сем Кверрі        | Мартін Кліжан Едуар Роже-Васслен Жеремі Шарді Жульєн Беннето       |
| 23 червня 30 червня | Вімблдон Лондон, Велика Британія Великий шолом £11,715,000 – Трава 128S/128Q/64D/16Q/48X Одиночний розряд – Парний розряд – Змішаний парний розряд | Новак Джокович 6–7(7–9), 6–4, 7–6(7–4), 5–7, 6–4          | Роджер Федерер                  | Григор Димитров Мілош Раоніч    | Марин Чилич Енді Маррей Стен Вавринка Нік Киріос                   |
| 23 червня 30 червня | Вімблдон Лондон, Велика Британія Великий шолом £11,715,000 – Трава 128S/128Q/64D/16Q/48X Одиночний розряд – Парний розряд – Змішаний парний розряд | Вашек Поспішил Джек Сок 7–6(7–5), 6–7(3–7), 6–4, 3–6, 7–5 | Боб Браян Майк Браян            | Григор Димитров Мілош Раоніч    | Марин Чилич Енді Маррей Стен Вавринка Нік Киріос                   |
| 23 червня 30 червня | Вімблдон Лондон, Велика Британія Великий шолом £11,715,000 – Трава 128S/128Q/64D/16Q/48X Одиночний розряд – Парний розряд – Змішаний парний розряд | Ненад Зімоньїч Саманта Стосур 6–4, 6–2                    | Макс Мирний Чжань Хаоцін        | Григор Димитров Мілош Раоніч    | Марин Чилич Енді Маррей Стен Вавринка Нік Киріос                   |

### Липень
| Тиждень  | Турнір | Чемпіони                                               | Фіналісти                                | Півфіналісти                          | Чвертьфіналісти                                                            |
| -------- | --- | ------------------------------------------------------ | ---------------------------------------- | ------------------------------------- | -------------------------------------------------------------------------- |
| 7 липня  | Hall of Fame Tennis Championships Ньюпорт, США Світовий Тур ATP 250 $539,730 – Трава – 32S/32Q/16D Одиночний розряд – Парний розряд        | Ллейтон Г'юїтт 6–3, 6–7(4–7), 7–6(7–3)                 | Іво Карлович                             | Джек Сок Сем Грот                     | Джон Ізнер Стів Джонсон Ніколя Маю Дуді Села                               |
| 7 липня  | Hall of Fame Tennis Championships Ньюпорт, США Світовий Тур ATP 250 $539,730 – Трава – 32S/32Q/16D Одиночний розряд – Парний розряд        | Кріс Гуччоне Ллейтон Г'юїтт 7–5, 6–4                   | Джонатан Ерліх Ражів Рам                 | Джек Сок Сем Грот                     | Джон Ізнер Стів Джонсон Ніколя Маю Дуді Села                               |
| 7 липня  | MercedesCup Штудгарт, Німеччина Світовий Тур ATP 250 €485,760 – ґрунт – 28S/32Q/16D Одиночний розряд – Парний розряд                       | Роберто Баутіста Аґут 6–3, 4–6, 6–2                    | Лукаш Росол                              | Фабіо Фоніні Михайло Южний            | Сантьяго Хіральдо Гільєрмо Гарсія-Лопес Фелісіано Лопес Федеріко Дельбоніс |
| 7 липня  | MercedesCup Штудгарт, Німеччина Світовий Тур ATP 250 €485,760 – ґрунт – 28S/32Q/16D Одиночний розряд – Парний розряд                       | Матеуш Ковальчик Сітак Артем Юрійович 2–6, 6–1, [10–7] | Гільєрмо Гарсія-Лопес Філіпп Освальд     | Фабіо Фоніні Михайло Южний            | Сантьяго Хіральдо Гільєрмо Гарсія-Лопес Фелісіано Лопес Федеріко Дельбоніс |
| 7 липня  | Відкритий чемпіонат Швеції Бостад, Швеція Світовий Тур ATP 250 €485,760 – ґрунт – 28S/32Q/16D Одиночний розряд – Парний розряд             | Пабло Куевас 6–2, 6–1                                  | Жуан Соуза                               | Карлос Берлок Фернандо Вердаско       | Давид Феррер Душан Лайович Пабло Карреньйо Ренцо Оліво                     |
| 7 липня  | Відкритий чемпіонат Швеції Бостад, Швеція Світовий Тур ATP 250 €485,760 – ґрунт – 28S/32Q/16D Одиночний розряд – Парний розряд             | Юган Брунстрем Ніколас Монро 4–6, 7–6(7–5), [10–7]     | Жеремі Шарді Олівер Марах                | Карлос Берлок Фернандо Вердаско       | Давид Феррер Душан Лайович Пабло Карреньйо Ренцо Оліво                     |
| 14 липня | Відкритий чемпіонат Німеччини Гамбург, Німеччина Світовий Тур ATP 500 €1,322,150 – ґрунт – 48S/24Q/16D/4Q Одиночний розряд – Парний розряд | Леонардо Маєр 6–7(3–7), 6–1, 7–6(7–4)                  | Давид Феррер                             | Олександр Звєрєв Філіпп Кольшрайбер   | Пабло Андухар Тобіас Камке Лукаш Росол Душан Лайович                       |
| 14 липня | Відкритий чемпіонат Німеччини Гамбург, Німеччина Світовий Тур ATP 500 €1,322,150 – ґрунт – 48S/24Q/16D/4Q Одиночний розряд – Парний розряд | Марін Драганя Флорін Мерджа 6–4, 7–5                   | Александер Пея Бруно Соарес              | Олександр Звєрєв Філіпп Кольшрайбер   | Пабло Андухар Тобіас Камке Лукаш Росол Душан Лайович                       |
| 14 липня | Claro Open Colombia Богота, Колумбія Світовий Тур ATP 250 $755,625 – Хард – 28S/32Q/16D Одиночний розряд – Парний розряд                   | Бернард Томіч 7–6(7–5), 3–6, 7–6(7–4)                  | Іво Карлович                             | Віктор Естрелья Бургос Радек Штепанек | Рішар Гаске Вашек Поспішил Алехандро Гонсалес Джиммі Ван                   |
| 14 липня | Claro Open Colombia Богота, Колумбія Світовий Тур ATP 250 $755,625 – Хард – 28S/32Q/16D Одиночний розряд – Парний розряд                   | Сем Грот Кріс Гуччоне 7–6(7–5), 6–7(3–7), [11–9]       | ніколас Баррієнтос Хуан Себастьян Кабаль | Віктор Естрелья Бургос Радек Штепанек | Рішар Гаске Вашек Поспішил Алехандро Гонсалес Джиммі Ван                   |
| 21 липня | Crédit Agricole Suisse Open Gstaad Гштаад, Швейцарія Світовий Тур ATP 250 €485,760 – ґрунт – 28S/32Q/16D Одиночний розряд – Парний розряд  | Пабло Андухар 6–3, 7–5                                 | Хуан Монако                              | Робін Гаасе Фернандо Вердаско         | Михайло Южний Томас Беллуччі Віктор Троїцький Марсель Гранольєрс           |
| 21 липня | Crédit Agricole Suisse Open Gstaad Гштаад, Швейцарія Світовий Тур ATP 250 €485,760 – ґрунт – 28S/32Q/16D Одиночний розряд – Парний розряд  | Андре Бегеманн Робін Гаасе 6–3, 6–4                    | Раміз Джунейд Міхал Мертиняк             | Робін Гаасе Фернандо Вердаско         | Михайло Южний Томас Беллуччі Віктор Троїцький Марсель Гранольєрс           |
| 21 липня | BB&T Atlanta Open Атланта, США Світовий Тур ATP 250 $647,675 – Хард – 28S/32Q/16D Одиночний розряд – Парний розряд                         | Джон Ізнер 6–3, 6–4                                    | Дуді Села                                | Джек Сок Бенжамін Бекер               | Марінко Матосевич Лукаш Лацко Вашек Поспішил Тіємо де Баккер               |
| 21 липня | BB&T Atlanta Open Атланта, США Світовий Тур ATP 250 $647,675 – Хард – 28S/32Q/16D Одиночний розряд – Парний розряд                         | Вашек Поспішил Джек Сок 6–3, 5–7, [10–5]               | Стів Джонсон Сем Кверрі                  | Джек Сок Бенжамін Бекер               | Марінко Матосевич Лукаш Лацко Вашек Поспішил Тіємо де Баккер               |
| 21 липня | ATP Vegeta Croatia Open Umag Умаг, Хорватія Світовий Тур ATP 250 €485,760 – ґрунт – 28S/32Q/16D Одиночний розряд – Парний розряд           | Пабло Куевас 6–3, 6–4                                  | Томмі Робредо                            | Фабіо Фоніні Марин Чилич              | Борна Чорич Теймураз Габашвілі Лукаш Росол Пабло Карреньо Буста            |
| 21 липня | ATP Vegeta Croatia Open Umag Умаг, Хорватія Світовий Тур ATP 250 €485,760 – ґрунт – 28S/32Q/16D Одиночний розряд – Парний розряд           | Франтішек Чермак Лукаш Росол 6–4, 7–6(7–5)             | Душан Лайович Франко Шкугор              | Фабіо Фоніні Марин Чилич              | Борна Чорич Теймураз Габашвілі Лукаш Росол Пабло Карреньо Буста            |
| 28 липня | Citi Open Вашингтон, США Світовий Тур ATP 500 $1,654,295 – Хард – 48S/24Q/16D/4Q Одиночний розряд – Парний розряд                          | Мілош Раоніч 6–1, 6–4                                  | Вашек Поспішил                           | Рішар Гаске Дональд Янг               | Сантьяго Хіральдо Кей Нісікорі Кевін Андерсон Стів Джонсон                 |
| 28 липня | Citi Open Вашингтон, США Світовий Тур ATP 500 $1,654,295 – Хард – 48S/24Q/16D/4Q Одиночний розряд – Парний розряд                          | Жан-Жульєн Роєр Горія Текеу 7–5, 6–4                   | Сем Грот Леандер Паес                    | Рішар Гаске Дональд Янг               | Сантьяго Хіральдо Кей Нісікорі Кевін Андерсон Стів Джонсон                 |
| 28 липня | Bet-at-home Cup Kitzbühel Кіцбюель, Австрія Світовий Тур ATP 250 €485,760 – ґрунт – 28S/32Q/16D Одиночний розряд – Парний розряд           | Давід Ґоффен 4–6, 6–1, 6–3                             | Домінік Тім                              | Максімо Гонсалес Хуан Монако          | Паоло Лоренці Лукаш Росол Андреас Сеппі Марсель Гранольєрс                 |
| 28 липня | Bet-at-home Cup Kitzbühel Кіцбюель, Австрія Світовий Тур ATP 250 €485,760 – ґрунт – 28S/32Q/16D Одиночний розряд – Парний розряд           | Генрі Контінен Яркко Ніємінен 6–1, 6–4                 | Даніеле Браччалі Андрій Голубєв          | Максімо Гонсалес Хуан Монако          | Паоло Лоренці Лукаш Росол Андреас Сеппі Марсель Гранольєрс                 |

### Серпень
| Тиждень             | Турнір | Чемпіони                                   | Фіналісти                       | Півфіналісти                    | Чвертьфіналісти                                             |
| ------------------- | --- | ------------------------------------------ | ------------------------------- | ------------------------------- | ----------------------------------------------------------- |
| 4 серпня            | Rogers Cup Торонто, Канада Світовий Тур ATP Masters 1000 $3,766,270 – Хард – 56S/28Q/24D Одиночний розряд – Парний розряд                         | Жо-Вілфрід Тсонга 7–5, 7–6(7–3)            | Роджер Федерер                  | Григор Димитров Фелісіано Лопес | Енді Маррей Кевін Андерсон Мілош Раоніч Давид Феррер        |
| 4 серпня            | Rogers Cup Торонто, Канада Світовий Тур ATP Masters 1000 $3,766,270 – Хард – 56S/28Q/24D Одиночний розряд – Парний розряд                         | Александер Пея Бруно Соарес 6–4, 6–3       | Іван Додіг Марсело Мело         | Григор Димитров Фелісіано Лопес | Енді Маррей Кевін Андерсон Мілош Раоніч Давид Феррер        |
| 11 серпня           | Western & Southern Open Цинциннаті, США Світовий Тур ATP Masters 1000 $4,017,355 – Хард – 56S/28Q/24D Одиночний розряд – Парний розряд            | Роджер Федерер 6–3, 1–6, 6–2               | Давид Феррер                    | Жульєн Беннето Мілош Раоніч     | Томмі Робредо Стен Вавринка Фабіо Фоніні Енді Маррей        |
| 11 серпня           | Western & Southern Open Цинциннаті, США Світовий Тур ATP Masters 1000 $4,017,355 – Хард – 56S/28Q/24D Одиночний розряд – Парний розряд            | Боб Браян Майк Браян 6–3, 6–2              | Вашек Поспішил Джек Сок         | Жульєн Беннето Мілош Раоніч     | Томмі Робредо Стен Вавринка Фабіо Фоніні Енді Маррей        |
| 18 серпня           | Відкритий чемпіонат Вінстон-Сейлема Вінстон-Сейлем, США Світовий Тур ATP 250 $683,705 – Хард – 48S/27Q/16D Одиночний розряд – Парний розряд       | Лукаш Росол 3–6, 7–6(7–3), 7–5             | Єжи Янович                      | Лу Єн-Сун Сем Кверрі            | Джон Ізнер Андреас Сеппі Давід Ґоффен Гільєрмо Гарсія-Лопес |
| 18 серпня           | Відкритий чемпіонат Вінстон-Сейлема Вінстон-Сейлем, США Світовий Тур ATP 250 $683,705 – Хард – 48S/27Q/16D Одиночний розряд – Парний розряд       | Хуан Себастьян Кабаль Роберт Фара 6–3, 6–4 | Джеймі Маррей Джон Пірс         | Лу Єн-Сун Сем Кверрі            | Джон Ізнер Андреас Сеппі Давід Ґоффен Гільєрмо Гарсія-Лопес |
| 25 серпня 1 вересня | Відкритий чемпіона США Нью-Йорк, США Великий шолом $18,102,000 – Хард 128S/128Q/64D/32X Одиночний розряд – Парний розряд – Змішаний парний розряд | Марин Чилич 6–3, 6–3, 6–3                  | Кей Нісікорі                    | Новак Джокович Роджер Федерер   | Енді Маррей Стен Вавринка Томаш Бердих Гаель Монфіс         |
| 25 серпня 1 вересня | Відкритий чемпіона США Нью-Йорк, США Великий шолом $18,102,000 – Хард 128S/128Q/64D/32X Одиночний розряд – Парний розряд – Змішаний парний розряд | Боб Браян Майк Браян 6–3, 6–4              | Марсель Гранольєрс Марк Лопес   | Новак Джокович Роджер Федерер   | Енді Маррей Стен Вавринка Томаш Бердих Гаель Монфіс         |
| 25 серпня 1 вересня | Відкритий чемпіона США Нью-Йорк, США Великий шолом $18,102,000 – Хард 128S/128Q/64D/32X Одиночний розряд – Парний розряд – Змішаний парний розряд | Саня Мірза Бруно Соарес 6–1, 2–6, [11–9]   | Абігейл Спірс Сантьяго Гонсалес | Новак Джокович Роджер Федерер   | Енді Маррей Стен Вавринка Томаш Бердих Гаель Монфіс         |

### Вересень
| Тиждень    | Турнір | Чемпіони                                                    | Фіналісти                            | Півфіналісти                   | Чвертьфіналісти                                                 |
| ---------- | --- | ----------------------------------------------------------- | ------------------------------------ | ------------------------------ | --------------------------------------------------------------- |
| 8 вересня  | Півфінали кубка Девіса Париж, Франція – ґрунт Женева, Швейцарія – Hard (i)                                                                     | Перемогли в півфіналах Франція 4–1 · Швейцарія 3–2          | Програли в півфіналах Чехія · Італія |                                |                                                                 |
| 15 вересня | Open de Moselle Мец, Франція Світовий Тур ATP 250 €485,760 – Хард (п) – 28S/32Q/16D Одиночний розряд – Парний розряд                           | Давід Ґоффен 6–4, 6–3                                       | Жуан Соуза                           | Ян-Леннард Штруфф Гаель Монфіс | Жо-Вілфрід Тсонга Філіпп Кольшрайбер Поль-Анрі Матьє Єжи Янович |
| 15 вересня | Open de Moselle Мец, Франція Світовий Тур ATP 250 €485,760 – Хард (п) – 28S/32Q/16D Одиночний розряд – Парний розряд                           | Маріуш Фирстенберг Марцін Матковський 6–7(3–7), 6–3, [10–8] | Марін Драганя Генрі Контінен         | Ян-Леннард Штруфф Гаель Монфіс | Жо-Вілфрід Тсонга Філіпп Кольшрайбер Поль-Анрі Матьє Єжи Янович |
| 22 вересня | Відкритий чемпіонат Шеньчженя Шеньчжень, Китай Світовий Тур ATP 250 $655,955 – Хард – 28S/32Q/16D Одиночний розряд – Парний розряд             | Енді Маррей 5–7, 7–6(11–9), 6–1                             | Томмі Робредо                        | Сантьяго Хіральдо Хуан Монако  | Віктор Троїцький Андреас Сеппі Рішар Гаске Лукаш Лацко          |
| 22 вересня | Відкритий чемпіонат Шеньчженя Шеньчжень, Китай Світовий Тур ATP 250 $655,955 – Хард – 28S/32Q/16D Одиночний розряд – Парний розряд             | Жан-Жульєн Роєр Горія Текеу 6–4, 7–6(7–4)                   | Кріс Гуччоне Сем Грот                | Сантьяго Хіральдо Хуан Монако  | Віктор Троїцький Андреас Сеппі Рішар Гаске Лукаш Лацко          |
| 22 вересня | Відкритий чемпіонат Малайзії Куала-Лумпур, Малайзія Світовий Тур ATP 250 $1,022,255 – Хард (п) – 28S/16Q/16D Одиночний розряд – Парний розряд  | Кей Нісікорі 7–6(7–4), 6–4                                  | Жульєн Беннето                       | Яркко Ніємінен Ернестс Гульбіс | Марінко Матосевич Пабло Андухар Пабло Куевас Бенжамін Бекер     |
| 22 вересня | Відкритий чемпіонат Малайзії Куала-Лумпур, Малайзія Світовий Тур ATP 250 $1,022,255 – Хард (п) – 28S/16Q/16D Одиночний розряд – Парний розряд  | Марцін Матковський Леандер Паес 3–6, 7–6(7–5), [10–5]       | Джеймі Маррей Джон Пірс              | Яркко Ніємінен Ернестс Гульбіс | Марінко Матосевич Пабло Андухар Пабло Куевас Бенжамін Бекер     |
| 29 вересня | Відкритий чемпіонат Китаю Пекін, Китай Світовий Тур ATP 500 $3,755,065 – Хард – 32S/16Q/16D/4Q Одиночний розряд – Парний розряд                | Новак Джокович 6–0, 6–2                                     | Томаш Бердих                         | Енді Маррей Мартін Кліжан      | Григор Димитров Марин Чилич Джон Ізнер Рафаель Надаль           |
| 29 вересня | Відкритий чемпіонат Китаю Пекін, Китай Світовий Тур ATP 500 $3,755,065 – Хард – 32S/16Q/16D/4Q Одиночний розряд – Парний розряд                | Жан-Жульєн Роєр Горія Текеу 6–7(6–8), 7–5, [10–5]           | Жульєн Беннето Вашек Поспішил        | Енді Маррей Мартін Кліжан      | Григор Димитров Марин Чилич Джон Ізнер Рафаель Надаль           |
| 29 вересня | Rakuten Japan Open Tennis Championships Токіо, Японія Світовий Тур ATP 500 $1,373,420 – Хард – 32S/16Q/16D/4Q Одиночний розряд – Парний розряд | Кей Нісікорі 7–6(7–5), 4–6, 6–4                             | Мілош Раоніч                         | Бенжамін Бекер Жиль Сімон      | Джек Сок Жеремі Шарді Денис Істомін Стів Джонсон                |
| 29 вересня | Rakuten Japan Open Tennis Championships Токіо, Японія Світовий Тур ATP 500 $1,373,420 – Хард – 32S/16Q/16D/4Q Одиночний розряд – Парний розряд | Пєр-Юг Ербер Міхал Пшисєнжний 6–3, 6–7(3–7), [10–5]         | Іван Додіг Марсело Мело              | Бенжамін Бекер Жиль Сімон      | Джек Сок Жеремі Шарді Денис Істомін Стів Джонсон                |

### Жовтень
| Тиждень   | Турнір | Чемпіони                                              | Фіналісти                         | Півфіналісти                        | Чвертьфіналісти                                                  |
| --------- | --- | ----------------------------------------------------- | --------------------------------- | ----------------------------------- | ---------------------------------------------------------------- |
| 6 жовтня  | Шанхай Rolex Masters Шанхай, Китай Світовий Тур ATP Masters 1000 $6,521,695 – Хард – 56S/28Q/24D Одиночний розряд – Парний розряд           | Роджер Федерер 7–6(8–6), 7–6(7–2)                     | Жиль Сімон                        | Новак Джокович Фелісіано Лопес      | Давид Феррер Жульєн Беннето Томаш Бердих Михайло Южний           |
| 6 жовтня  | Шанхай Rolex Masters Шанхай, Китай Світовий Тур ATP Masters 1000 $6,521,695 – Хард – 56S/28Q/24D Одиночний розряд – Парний розряд           | Боб Браян Майк Браян 6–3, 7–6(7–3)                    | Жульєн Беннето Едуар Роже-Васслен | Новак Джокович Фелісіано Лопес      | Давид Феррер Жульєн Беннето Томаш Бердих Михайло Южний           |
| 13 жовтня | Кубок Кремля Москва, Росія Світовий Тур ATP 250 $855,490 – Хард (п) – 28S/32Q/16D Одиночний розряд – Парний розряд                          | Марин Чилич 6–4, 6–4                                  | Роберто Баутіста Аґут             | Ернестс Гульбіс Михайло Кукушкін    | Річардас Беранкіс Андреас Сеппі Михайло Южний Томмі Робредо      |
| 13 жовтня | Кубок Кремля Москва, Росія Світовий Тур ATP 250 $855,490 – Хард (п) – 28S/32Q/16D Одиночний розряд – Парний розряд                          | Франтішек Чермак Їржі Веселий 7–6(7–2), 7–5           | Сем Грот Кріс Гуччоне             | Ернестс Гульбіс Михайло Кукушкін    | Річардас Беранкіс Андреас Сеппі Михайло Южний Томмі Робредо      |
| 13 жовтня | Відкритий чемпіонат Стокгольма Стокгольм, Швеція Світовий Тур ATP 250 €593,705 – Хард (п) – 28S/32Q/16D Одиночний розряд – Парний розряд    | Томаш Бердих 5–7, 6–4, 6–4                            | Григор Димитров                   | Маттіас Бахінгер Бернард Томіч      | Маріус Копіл Адріан Маннаріно Фернандо Вердаско Джек Сок         |
| 13 жовтня | Відкритий чемпіонат Стокгольма Стокгольм, Швеція Світовий Тур ATP 250 €593,705 – Хард (п) – 28S/32Q/16D Одиночний розряд – Парний розряд    | Ерік Буторак Равен Класен 6–4, 6–3                    | Трет Х'юї Джек Сок                | Маттіас Бахінгер Бернард Томіч      | Маріус Копіл Адріан Маннаріно Фернандо Вердаско Джек Сок         |
| 13 жовтня | Erste Bank Open Відень, Австрія Світовий Тур ATP 250 €593,705 – Хард (п) – 28S/32Q/16D Одиночний розряд – Парний розряд                     | Енді Маррей 5–7, 6–2, 7–5                             | Давид Феррер                      | Філіпп Кольшрайбер Віктор Троїцький | Іво Карлович Бенжамін Бекер Томас Беллуччі Ян-Леннард Штруфф     |
| 13 жовтня | Erste Bank Open Відень, Австрія Світовий Тур ATP 250 €593,705 – Хард (п) – 28S/32Q/16D Одиночний розряд – Парний розряд                     | Юрген Мельцер Філіпп Пецшнер 7–6(8–6), 4–6, [10–7]    | Андре Бегеманн Юліан Ноул         | Філіпп Кольшрайбер Віктор Троїцький | Іво Карлович Бенжамін Бекер Томас Беллуччі Ян-Леннард Штруфф     |
| 20 жовтня | Відкритий чемпіонат Валенсії Валенсія, Іспанія Світовий Тур ATP 500 €2,204,230 – Хард (п) – 32S/16Q/16D/4Q Одиночний розряд – Парний розряд | Енді Маррей 3–6, 7–6(9–7), 7–6(10–8)                  | Томмі Робредо                     | Давид Феррер Жеремі Шарді           | Томас Беллуччі Кевін Андерсон Пабло Карреньо Буста Пабло Андухар |
| 20 жовтня | Відкритий чемпіонат Валенсії Валенсія, Іспанія Світовий Тур ATP 500 €2,204,230 – Хард (п) – 32S/16Q/16D/4Q Одиночний розряд – Парний розряд | Жан-Жульєн Роєр Горія Текеу 6–4, 6–2                  | Кевін Андерсон Жеремі Шарді       | Давид Феррер Жеремі Шарді           | Томас Беллуччі Кевін Андерсон Пабло Карреньо Буста Пабло Андухар |
| 20 жовтня | Swiss Indoors Basel Базель, Швейцарія Світовий Тур ATP 500 €1,915,060 – Хард (п) – 32S/16Q/16D/4Q Одиночний розряд – Парний розряд          | Роджер Федерер 6–2, 6–2                               | Давід Ґоффен                      | Іво Карлович Борна Чорич            | Григор Димитров Бенжамін Бекер Мілош Раоніч Рафаель Надаль       |
| 20 жовтня | Swiss Indoors Basel Базель, Швейцарія Світовий Тур ATP 500 €1,915,060 – Хард (п) – 32S/16Q/16D/4Q Одиночний розряд – Парний розряд          | Вашек Поспішил Ненад Зімоньїч 7–6(15–13), 1–6, [10–5] | Марін Драганя Генрі Контінен      | Іво Карлович Борна Чорич            | Григор Димитров Бенжамін Бекер Мілош Раоніч Рафаель Надаль       |
| 27 жовтня | BNP Paribas Masters Paris, Франція Світовий Тур ATP Masters 1000 €3,452,415 – Хард (п) – 48S/24Q/24D Одиночний розряд – Парний розряд       | Новак Джокович 6–2, 6–3                               | Мілош Раоніч                      | Кей Нісікорі Томаш Бердих           | Енді Маррей Давид Феррер Кевін Андерсон Роджер Федерер           |
| 27 жовтня | BNP Paribas Masters Paris, Франція Світовий Тур ATP Masters 1000 €3,452,415 – Хард (п) – 48S/24Q/24D Одиночний розряд – Парний розряд       | Боб Браян Майк Браян 7–6(7–5), 5–7, [10–6]            | Марцін Матковський Юрген Мельцер  | Кей Нісікорі Томаш Бердих           | Енді Маррей Давид Феррер Кевін Андерсон Роджер Федерер           |

### Листопад
| Тиждень      | Турнір | Чемпіони                                   | Фіналісти                | Півфіналісти               | Чвертьфіналісти                                                                |
| ------------ | --- | ------------------------------------------ | ------------------------ | -------------------------- | ------------------------------------------------------------------------------ |
| 3 листопада  | Турнірів не заплановано. | Турнірів не заплановано.                   | Турнірів не заплановано. | Турнірів не заплановано.   | Турнірів не заплановано.                                                       |
| 10 листопада | Фінал Світового Туру ATP Лондон, Велика Британія Фінал Світового Туру ATP $6,000,000 – Хард (п) – 8S/8D (RR) Одиночний розряд – Парний розряд | Новак Джокович Без гри                     | Роджер Федерер           | Кей Нісікорі Стен Вавринка | Круговий турнір Енді Маррей Мілош Раоніч Давид Феррер Марин Чилич Томаш Бердих |
| 10 листопада | Фінал Світового Туру ATP Лондон, Велика Британія Фінал Світового Туру ATP $6,000,000 – Хард (п) – 8S/8D (RR) Одиночний розряд – Парний розряд | Боб Браян Майк Браян 6–7(5–7), 6–2, [10–7] | Іван Додіг Марсело Мело  | Кей Нісікорі Стен Вавринка | Круговий турнір Енді Маррей Мілош Раоніч Давид Феррер Марин Чилич Томаш Бердих |
| 17 листопада | Фінал кубка Девіса Вільнев-д'Аск, Франція – ґрунт (п)                                                                                         | Швейцарія · 3–1                            | Франція                  |                            |                                                                                |

## Статистична інформація

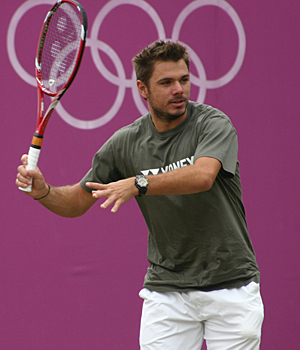
Стен Вавринка виграв свій перший титул Великого шолома на Відкритому чемпіонаті Австралії (переміг Рафаеля Надаля).

Ці таблиці показують кількість виграних турнірів кожним окремим гравцем та представниками різних країн. Враховані одиночні (S), парні (D) та змішані (X) титули на турнірах усіх рівнів: Великий шолом, Підсумковий, Мастерс, 500, 250. Гравців і країни розподілено за такими показниками:
1. Загальна кількість титулів (титул в парному розряді, виграний двома тенісистами, які представляють одну й ту саму країну, зараховано як  лише один виграш для країни);
2. Сумарна цінність усіх виграних титулів (одна перемога на турнірі Великого шолома, дорівнює двом перемогам на турнірі Мастерс 1000, одна перемога на Фіналі Світового Туру ATP дорівнює півтора перемогам на турнірі Мастерс 1000, один Мастерс 1000 дорівнює двом Мастерс 500, один Мастерс 500 дорівнює двом Мастерс 250);
3. Ієрархія розрядів: одиночний > парний > змішаний;
4. Алфавітний порядок (для гравців за прізвищем).

### Легенда
| Турніри Великого шолома       |
| Фінал Світового Туру ATP      |
| Світовий Тур ATP Мастерс 1000 |
| Світовий Тур ATP 500          |
| Світовий Тур ATP 250          |

### Титули окремих гравців
| Загалом | Гравець                      | S | D | X | S | D | S | D | S | D | S | D | S | D  | X |
| ------- | ---------------------------- | - | - | - | - | - | - | - | - | - | - | - | - | -- | - |
| 10      | Боб Браян (USA)              |   | ● |   |   | ● |   | ● |   |   |   | ● | 0 | 10 | 0 |
| 10      | Майк Браян (USA)             |   | ● |   |   | ● |   | ● |   |   |   | ● | 0 | 10 | 0 |
| 9       | Жан-Жульєн Роєр (NED)        |   |   | ● |   |   |   |   |   | ● |   | ● | 0 | 8  | 1 |
| 8       | Горія Текеу (ROU)            |   |   |   |   |   |   |   |   | ● |   | ● | 0 | 8  | 0 |
| 7       | Новак Джокович (SRB)         | ● |   |   | ● |   | ● |   | ● |   |   |   | 7 | 0  | 0 |
| 5       | Ненад Зімоньїч (SRB)         |   |   | ● |   |   |   | ● |   | ● |   | ● | 0 | 4  | 1 |
| 5       | Деніел Нестор (CAN)          |   |   | ● |   |   |   | ● |   |   |   | ● | 0 | 4  | 1 |
| 5       | Роджер Федерер (SUI)         |   |   |   |   |   | ● |   | ● |   | ● |   | 5 | 0  | 0 |
| 4       | Рафаель Надаль (ESP)         | ● |   |   |   |   | ● |   | ● |   | ● |   | 4 | 0  | 0 |
| 4       | Марин Чилич (CRO)            | ● |   |   |   |   |   |   |   |   | ● |   | 4 | 0  | 0 |
| 4       | Кей Нісікорі (JPN)           |   |   |   |   |   |   |   | ● |   | ● |   | 4 | 0  | 0 |
| 3       | Стен Вавринка (SUI)          | ● |   |   |   |   | ● |   |   |   | ● |   | 3 | 0  | 0 |
| 3       | Бруно Соарес (BRA)           |   |   | ● |   |   |   | ● |   |   |   | ● | 0 | 2  | 1 |
| 3       | Вашек Поспішил (CAN)         |   | ● |   |   |   |   |   |   | ● |   | ● | 0 | 3  | 0 |
| 3       | Григор Димитров (BUL)        |   |   |   |   |   |   |   | ● |   | ● |   | 3 | 0  | 0 |
| 3       | Енді Маррей (GBR)            |   |   |   |   |   |   |   | ● |   | ● |   | 3 | 0  | 0 |
| 3       | Томаш Бердих (CZE)           |   |   |   |   |   |   |   | ● |   | ● | ● | 2 | 1  | 0 |
| 3       | Ллейтон Г'юїтт (AUS)         |   |   |   |   |   |   |   |   |   | ● | ● | 2 | 1  | 0 |
| 2       | Жульєн Беннето (FRA)         |   | ● |   |   |   |   |   |   |   |   | ● | 0 | 2  | 0 |
| 2       | Едуар Роже-Васслен (FRA)     |   | ● |   |   |   |   |   |   |   |   | ● | 0 | 2  | 0 |
| 2       | Джек Сок (USA)               |   | ● |   |   |   |   |   |   |   |   | ● | 0 | 2  | 0 |
| 2       | Александер Пея (AUT)         |   |   |   |   |   |   | ● |   |   |   | ● | 0 | 2  | 0 |
| 2       | Хуан Себастьян Кабаль (COL)  |   |   |   |   |   |   |   |   | ● |   | ● | 0 | 2  | 0 |
| 2       | Роберт Фара (COL)            |   |   |   |   |   |   |   |   | ● |   | ● | 0 | 2  | 0 |
| 2       | Флорін Мерджа (ROU)          |   |   |   |   |   |   |   |   | ● |   | ● | 0 | 2  | 0 |
| 2       | Роберто Баутіста Аґут (ESP)  |   |   |   |   |   |   |   |   |   | ● |   | 2 | 0  | 0 |
| 2       | Пабло Куевас (URU)           |   |   |   |   |   |   |   |   |   | ● |   | 2 | 0  | 0 |
| 2       | Давід Ґоффен (BEL)           |   |   |   |   |   |   |   |   |   | ● |   | 2 | 0  | 0 |
| 2       | Ернестс Гульбіс (LAT)        |   |   |   |   |   |   |   |   |   | ● |   | 2 | 0  | 0 |
| 2       | Джон Ізнер (USA)             |   |   |   |   |   |   |   |   |   | ● |   | 2 | 0  | 0 |
| 2       | Фелісіано Лопес (ESP)        |   |   |   |   |   |   |   |   |   | ● |   | 1 | 0  | 0 |
| 2       | Гільєрмо Гарсія-Лопес (ESP)  |   |   |   |   |   |   |   |   |   | ● | ● | 1 | 1  | 0 |
| 2       | Мартін Кліжан (SVK)          |   |   |   |   |   |   |   |   |   | ● | ● | 1 | 1  | 0 |
| 2       | Лукаш Росол (CZE)            |   |   |   |   |   |   |   |   |   | ● | ● | 1 | 1  | 0 |
| 2       | Андре Бегеманн (GER)         |   |   |   |   |   |   |   |   |   |   | ● | 0 | 2  | 0 |
| 2       | Юган Брунстрем (SWE)         |   |   |   |   |   |   |   |   |   |   | ● | 0 | 2  | 0 |
| 2       | Ерік Буторак (USA)           |   |   |   |   |   |   |   |   |   |   | ● | 0 | 2  | 0 |
| 2       | Франтішек Чермак (CZE)       |   |   |   |   |   |   |   |   |   |   | ● | 0 | 2  | 0 |
| 2       | Маріуш Фирстенберг (POL)     |   |   |   |   |   |   |   |   |   |   | ● | 0 | 2  | 0 |
| 2       | Сантьяго Гонсалес (MEX)      |   |   |   |   |   |   |   |   |   |   | ● | 0 | 2  | 0 |
| 2       | Кріс Гуччоне (AUS)           |   |   |   |   |   |   |   |   |   |   | ● | 0 | 2  | 0 |
| 2       | Равен Класен (RSA)           |   |   |   |   |   |   |   |   |   |   | ● | 0 | 2  | 0 |
| 2       | Юліан Ноул (AUT)             |   |   |   |   |   |   |   |   |   |   | ● | 0 | 2  | 0 |
| 2       | Матеуш Ковальчик (POL)       |   |   |   |   |   |   |   |   |   |   | ● | 0 | 2  | 0 |
| 2       | Скотт Ліпскі (USA)           |   |   |   |   |   |   |   |   |   |   | ● | 0 | 2  | 0 |
| 2       | Олівер Марах (AUT)           |   |   |   |   |   |   |   |   |   |   | ● | 0 | 2  | 0 |
| 2       | Марцін Матковський (POL)     |   |   |   |   |   |   |   |   |   |   | ● | 0 | 2  | 0 |
| 2       | Філіпп Освальд (AUT)         |   |   |   |   |   |   |   |   |   |   | ● | 0 | 2  | 0 |
| 1       | Лукаш Кубот (POL)            |   | ● |   |   |   |   |   |   |   |   |   | 0 | 1  | 0 |
| 1       | Роберт Ліндстедт (SWE)       |   | ● |   |   |   |   |   |   |   |   |   | 0 | 1  | 0 |
| 1       | Жо-Вілфрід Тсонга (FRA)      |   |   |   |   |   | ● |   |   |   |   |   | 1 | 0  | 0 |
| 1       | Леонардо Маєр (ARG)          |   |   |   |   |   |   |   | ● |   |   |   | 1 | 0  | 0 |
| 1       | Мілош Раоніч (CAN)           |   |   |   |   |   |   |   | ● |   |   |   | 1 | 0  | 0 |
| 1       | Кевін Андерсон (RSA)         |   |   |   |   |   |   |   |   | ● |   |   | 0 | 1  | 0 |
| 1       | Роган Бопанна (IND)          |   |   |   |   |   |   |   |   | ● |   |   | 0 | 1  | 0 |
| 1       | Марін Драганя (CRO)          |   |   |   |   |   |   |   |   | ● |   |   | 0 | 1  | 0 |
| 1       | Меттью Ебден (AUS)           |   |   |   |   |   |   |   |   | ● |   |   | 0 | 1  | 0 |
| 1       | Джессі Гута Ґалунґ (NED)     |   |   |   |   |   |   |   |   | ● |   |   | 0 | 1  | 0 |
| 1       | Пєр-Юг Ербер (FRA)           |   |   |   |   |   |   |   |   | ● |   |   | 0 | 1  | 0 |
| 1       | Мікаель Льодра (FRA)         |   |   |   |   |   |   |   |   | ● |   |   | 0 | 1  | 0 |
| 1       | Ніколя Маю (FRA)             |   |   |   |   |   |   |   |   | ● |   |   | 0 | 1  | 0 |
| 1       | Міхал Пшисєнжний (POL)       |   |   |   |   |   |   |   |   | ● |   |   | 0 | 1  | 0 |
| 1       | Айсам-уль-Хак Куреші (PAK)   |   |   |   |   |   |   |   |   | ● |   |   | 0 | 1  | 0 |
| 1       | Стефан Робер (FRA)           |   |   |   |   |   |   |   |   | ● |   |   | 0 | 1  | 0 |
| 1       | Пабло Андухар (ESP)          |   |   |   |   |   |   |   |   |   | ● |   | 1 | 0  | 0 |
| 1       | Карлос Берлок (ARG)          |   |   |   |   |   |   |   |   |   | ● |   | 1 | 0  | 0 |
| 1       | Федеріко Дельбоніс (ARG)     |   |   |   |   |   |   |   |   |   | ● |   | 1 | 0  | 0 |
| 1       | Хуан Мартін дель Потро (ARG) |   |   |   |   |   |   |   |   |   | ● |   | 1 | 0  | 0 |
| 1       | Давид Феррер (ESP)           |   |   |   |   |   |   |   |   |   | ● |   | 1 | 0  | 0 |
| 1       | Фабіо Фоніні (ITA)           |   |   |   |   |   |   |   |   |   | ● |   | 1 | 0  | 0 |
| 1       | Філіпп Кольшрайбер (GER)     |   |   |   |   |   |   |   |   |   | ● |   | 1 | 0  | 0 |
| 1       | Гаель Монфіс (FRA)           |   |   |   |   |   |   |   |   |   | ● |   | 1 | 0  | 0 |
| 1       | Бернард Томіч (AUS)          |   |   |   |   |   |   |   |   |   | ● |   | 1 | 0  | 0 |
| 1       | Фернандо Вердаско (ESP)      |   |   |   |   |   |   |   |   |   | ● |   | 1 | 0  | 0 |
| 1       | Микола Давиденко (RUS)       |   |   |   |   |   |   |   |   |   |   | ● | 0 | 1  | 0 |
| 1       | Марсель Гранольєрс (ESP)     |   |   |   |   |   |   |   |   |   |   | ● | 0 | 1  | 0 |
| 1       | Сем Грот (AUS)               |   |   |   |   |   |   |   |   |   |   | ● | 0 | 1  | 0 |
| 1       | Ян Гаєк (CZE)                |   |   |   |   |   |   |   |   |   |   | ● | 0 | 1  | 0 |
| 1       | Робін Гаасе (NED)            |   |   |   |   |   |   |   |   |   |   | ● | 0 | 1  | 0 |
| 1       | Трет Х'юї (PHI)              |   |   |   |   |   |   |   |   |   |   | ● | 0 | 1  | 0 |
| 1       | Домінік Інглот (GBR)         |   |   |   |   |   |   |   |   |   |   | ● | 0 | 1  | 0 |
| 1       | Денис Істомін (UZB)          |   |   |   |   |   |   |   |   |   |   | ● | 0 | 1  | 0 |
| 1       | Генрі Контінен (FIN)         |   |   |   |   |   |   |   |   |   |   | ● | 0 | 1  | 0 |
| 1       | Марк Лопес (ESP)             |   |   |   |   |   |   |   |   |   |   | ● | 0 | 1  | 0 |
| 1       | Марсело Мело (BRA)           |   |   |   |   |   |   |   |   |   |   | ● | 0 | 1  | 0 |
| 1       | Юрген Мельцер (AUT)          |   |   |   |   |   |   |   |   |   |   | ● | 0 | 1  | 0 |
| 1       | Ніколас Монро (USA)          |   |   |   |   |   |   |   |   |   |   | ● | 0 | 1  | 0 |
| 1       | Джеймі Маррей (GBR)          |   |   |   |   |   |   |   |   |   |   | ● | 0 | 1  | 0 |
| 1       | Фредерік Нільсен (DNK)       |   |   |   |   |   |   |   |   |   |   | ● | 0 | 1  | 0 |
| 1       | Яркко Ніємінен (FIN)         |   |   |   |   |   |   |   |   |   |   | ● | 0 | 1  | 0 |
| 1       | Леандер Паес (IND)           |   |   |   |   |   |   |   |   |   |   | ● | 0 | 1  | 0 |
| 1       | Джон Пірс (AUS)              |   |   |   |   |   |   |   |   |   |   | ● | 0 | 1  | 0 |
| 1       | Філіпп Пецшнер (GER)         |   |   |   |   |   |   |   |   |   |   | ● | 0 | 1  | 0 |
| 1       | Сітак Артем Юрійович (NZL)   |   |   |   |   |   |   |   |   |   |   | ● | 0 | 1  | 0 |
| 1       | Їржі Веселий (CZE)           |   |   |   |   |   |   |   |   |   |   | ● | 0 | 1  | 0 |

### Титули за країнами
| Загалом | Країна                | S | D | X | S | D | S | D | S | D | S | D | S  | D  | X |
| ------- | --------------------- | - | - | - | - | - | - | - | - | - | - | - | -- | -- | - |
| 19      | США (USA)             |   | 2 |   |   | 1 |   | 6 |   |   | 2 | 8 | 2  | 17 | 0 |
| 15      | Іспанія (ESP)         | 1 |   |   |   |   | 1 |   | 1 |   | 8 | 2 | 11 | 2  | 0 |
| 12      | Сербія (SRB)          | 1 |   | 1 | 1 |   | 4 | 2 | 1 | 1 |   | 1 | 7  | 4  | 1 |
| 11      | Нідерланди (NED)      |   |   | 1 |   |   |   | 1 |   | 4 |   | 6 | 0  | 10 | 1 |
| 10      | Румунія (ROU)         |   |   |   |   |   |   |   |   | 4 |   | 6 | 0  | 10 | 0 |
| 9       | Канада (CAN)          |   | 1 | 1 |   |   |   | 2 | 1 | 1 |   | 3 | 1  | 7  | 1 |
| 8       | Швейцарія (SUI)       | 1 |   |   |   |   | 3 |   | 2 |   | 2 |   | 8  | 0  | 0 |
| 8       | Австрія (AUT)         |   |   |   |   |   |   | 1 |   |   |   | 7 | 0  | 8  | 0 |
| 7       | Франція (FRA)         |   | 1 |   |   |   | 1 |   |   | 3 | 1 | 1 | 2  | 5  | 0 |
| 6       | Польща (POL)          |   | 1 |   |   |   |   |   |   | 1 |   | 4 | 0  | 6  | 0 |
| 6       | Чехія (CZE)           |   |   |   |   |   |   |   | 1 |   | 2 | 3 | 3  | 3  | 0 |
| 6       | Австралія (AUS)       |   |   |   |   |   |   |   |   | 1 | 2 | 3 | 2  | 4  | 0 |
| 5       | Хорватія (CRO)        | 1 |   |   |   |   |   |   |   | 1 | 3 |   | 4  | 1  | 0 |
| 5       | Велика Британія (GBR) |   |   |   |   |   |   |   | 1 |   | 2 | 2 | 3  | 2  | 0 |
| 4       | Бразилія (BRA)        |   |   | 1 |   |   |   | 1 |   |   |   | 2 | 0  | 3  | 1 |
| 4       | Японія (JPN)          |   |   |   |   |   |   |   | 2 |   | 2 |   | 4  | 0  | 0 |
| 4       | Аргентина (ARG)       |   |   |   |   |   |   |   | 1 |   | 3 |   | 4  | 0  | 0 |
| 4       | Німеччина (GER)       |   |   |   |   |   |   |   |   |   | 1 | 3 | 1  | 3  | 0 |
| 3       | Швеція (SWE)          |   | 1 |   |   |   |   |   |   |   |   | 2 | 0  | 3  | 0 |
| 3       | Болгарія (BUL)        |   |   |   |   |   |   |   | 1 |   | 2 |   | 3  | 0  | 0 |
| 3       | ПАР (RSA)             |   |   |   |   |   |   |   |   | 1 |   | 2 | 0  | 3  | 0 |
| 2       | Колумбія (COL)        |   |   |   |   |   |   |   |   | 1 |   | 1 | 0  | 2  | 0 |
| 2       | Індія (IND)           |   |   |   |   |   |   |   |   | 1 |   | 1 | 0  | 2  | 0 |
| 2       | Бельгія (BEL)         |   |   |   |   |   |   |   |   |   | 2 |   | 2  | 0  | 0 |
| 2       | Латвія (LAT)          |   |   |   |   |   |   |   |   |   | 2 |   | 2  | 0  | 0 |
| 2       | Уругвай (URU)         |   |   |   |   |   |   |   |   |   | 2 |   | 2  | 0  | 0 |
| 2       | Словаччина (SVK)      |   |   |   |   |   |   |   |   |   | 1 | 1 | 1  | 1  | 0 |
| 2       | Мексика (MEX)         |   |   |   |   |   |   |   |   |   |   | 2 | 0  | 2  | 0 |
| 1       | Пакистан (PAK)        |   |   |   |   |   |   |   |   | 1 |   |   | 0  | 1  | 0 |
| 1       | Італія (ITA)          |   |   |   |   |   |   |   |   |   | 1 |   | 1  | 0  | 0 |
| 1       | Данія (DNK)           |   |   |   |   |   |   |   |   |   |   | 1 | 0  | 1  | 0 |
| 1       | Фінляндія (FIN)       |   |   |   |   |   |   |   |   |   |   | 1 | 0  | 1  | 0 |
| 1       | Нова Зеландія (NZL)   |   |   |   |   |   |   |   |   |   |   | 1 | 0  | 1  | 0 |
| 1       | Філіппіни (PHI)       |   |   |   |   |   |   |   |   |   |   | 1 | 0  | 1  | 0 |
| 1       | Росія (RUS)           |   |   |   |   |   |   |   |   |   |   | 1 | 0  | 1  | 0 |
| 1       | Узбекистан (UZB)      |   |   |   |   |   |   |   |   |   |   | 1 | 0  | 1  | 0 |

### Інформація про титули
Наведені нижче гравці виграли свій перший титул рівня ATP Туру в одиночному, парному або змішаному розряді:
| Одиночний розряд |
| --- |
| - Федеріко Дельбоніс – Сан-Паулу (сітка) - Роберто Баутіста Аґут – 'с-Гертогенбос (сітка) - Пабло Куевас – Бостад (сітка) - Леонардо Маєр – Гамбург (сітка) - Давід Ґоффен – Кіцбюель (сітка) |

| Парний розряд |
| --- |
| - Ян Гаєк – Доха (сітка) - Хуан Себастьян Кабаль – Ріо-де-Жанейро (сітка) - Роберт Фара – Ріо-де-Жанейро (сітка) - Кевін Андерсон – Акапулько (сітка) - Філіпп Освальд – Сан-Паулу (сітка) - Джессі Гута Ґалунґ – Барселона (сітка) - Стефан Робер – Барселона (сітка) - Вашек Поспішил – Вімблдон (сітка) - Матеуш Ковальчик – Штутгарт (сітка) - Сітак Артем Юрійович – Штутгарт (сітка) - Марін Драганя – Гамбург (сітка) - Сем Грот – Богота (сітка) - Генрі Контінен – Кіцбюель (сітка) - Пєр-Юг Ербер – Токіо (сітка) - Міхал Пшисєнжний – Токіо (сітка) |

| Змішаний парний розряд                                  |
| ------------------------------------------------------- |
| - Жан-Жульєн Роєр – Відкритий чемпіонат Франції (сітка) |

Наведені нижче гравці захистили свій торішній титул в одиночному, парному або змішаному розряді:
| Одиночний розряд |
| --- |
| - Марин Чилич – Загреб (сітка) - Давид Феррер – Буенос-Айрес (сітка) - Кей Нісікорі – Мемфіс (сітка) - Рафаель Надаль – Мадрид (сітка), Відкритий чемпіонат Франції (сітка) - Роджер Федерер – Галле (сітка) - Фелісіано Лопес – Eastbourne (сітка) - Новак Джокович – Пекін (сітка), Париж (сітка), Фінал Світового Туру ATP (сітка) |

| Парний розряд |
| --- |
| - Боб Браян – Індіан-Веллс (сітка), Цинциннаті (сітка), Париж (сітка) - Майк Браян – Індіан-Веллс (сітка), Цинциннаті (сітка), Париж (сітка) - Сантьяго Гонсалес – Оейраш (сітка) - Скотт Ліпскі – Оейраш (сітка) - Горія Текеу – Bucharest (сітка), 'с-Гертогенбос (сітка), Пекін (сітка) - Александер Пея – Торонто (сітка) - Бруно Соарес – Торонто (сітка) |

### Увійшли в першу десятку
Наведені нижче гравці вперше у своїй кар'єрі увійшли в першу десятку рейтингу ATP:
| Одиночний розряд                                                                                             |
| --- |
| - Кей Нісікорі (12 травня став №9) - Ернестс Гульбіс (9 червня став №10) - Григор Димитров (7 липня став №9) |

## Рейтинги ATP
Нижче наведено двадцять гравців із найкращим рейтингом в одиночному та парному розрядах, а також десять лідерів Гонки до Фіналу Світового Туру ATP в одиночному і парному розрядах. Гравці з золотим тлом кваліфікувалися на Фінал Світового Туру ATP.

### Одиночний розряд
| Фінальне положення Гонки до Фіналу Світового Туру ATP. | Фінальне положення Гонки до Фіналу Світового Туру ATP. | Фінальне положення Гонки до Фіналу Світового Туру ATP. | Фінальне положення Гонки до Фіналу Світового Туру ATP. |
| #                                                      | Гравець                                                | Очки                                                   | Турнірів                                               |
| ------------------------------------------------------ | ------------------------------------------------------ | ------------------------------------------------------ | ------------------------------------------------------ |
| 1                                                      | Новак Джокович (SRB)                                   | 10,010                                                 | 18                                                     |
| 2                                                      | Роджер Федерер (SUI)                                   | 8,700                                                  | 19                                                     |
| 3                                                      | Рафаель Надаль (ESP)                                   | 6,835                                                  | 19                                                     |
| 4                                                      | Стен Вавринка (SUI)                                    | 4,895                                                  | 19                                                     |
| 5                                                      | Кей Нісікорі (JPN)                                     | 4,625                                                  | 22                                                     |
| 6                                                      | Енді Маррей (GBR)                                      | 4,475                                                  | 22                                                     |
| 7                                                      | Томаш Бердих (CZE)                                     | 4,465                                                  | 24                                                     |
| 8                                                      | Мілош Раоніч (CAN)                                     | 4,440                                                  | 21                                                     |
| 9                                                      | Марин Чилич (CRO)                                      | 4,150                                                  | 25                                                     |
| 10                                                     | Давид Феррер (ESP)                                     | 4,045                                                  | 26                                                     |
| 11                                                     | Григор Димитров (BUL)                                  | 3,645                                                  | 21                                                     |
| 12                                                     | Жо-Вілфрід Тсонга (FRA)                                | 2,740                                                  | 20                                                     |
| 13                                                     | Ернестс Гульбіс (LAT)                                  | 2,455                                                  | 24                                                     |
| 14                                                     | Фелісіано Лопес (ESP)                                  | 2,130                                                  | 27                                                     |
| 15                                                     | Роберто Баутіста Аґут (ESP)                            | 2,110                                                  | 24                                                     |
| 16                                                     | Кевін Андерсон (RSA)                                   | 2,080                                                  | 24                                                     |
| 17                                                     | Томмі Робредо (ESP)                                    | 2,015                                                  | 26                                                     |
| 18                                                     | Джон Ізнер (USA)                                       | 1,890                                                  | 24                                                     |
| 19                                                     | Гаель Монфіс (FRA)                                     | 1,825                                                  | 20                                                     |
| 20                                                     | Фабіо Фоніні (ITA)                                     | 1,790                                                  | 26                                                     |

| станом на 29 грудня 2014 року | станом на 29 грудня 2014 року | станом на 29 грудня 2014 року | станом на 29 грудня 2014 року | станом на 29 грудня 2014 року | станом на 29 грудня 2014 року | станом на 29 грудня 2014 року | станом на 29 грудня 2014 року |
| #                             | Гравець                       | Очки                          | Трн                           | 13 рік                        | Н-вищ.                        | Н-ниж.                        | 13→14                         |
| ----------------------------- | ----------------------------- | ----------------------------- | ----------------------------- | ----------------------------- | ----------------------------- | ----------------------------- | ----------------------------- |
| 1                             | Новак Джокович (SRB)          | 11,360                        | 17                            | 2                             | 1                             | 2                             | ▲ 1                           |
| 2                             | Роджер Федерер (SUI)          | 9,775                         | 19                            | 6                             | 2                             | 8                             | ▲ 4                           |
| 3                             | Рафаель Надаль (ESP)          | 6,835                         | 19                            | 1                             | 1                             | 3                             | ▼ 2                           |
| 4                             | Стен Вавринка (SUI)           | 5,370                         | 19                            | 8                             | 3                             | 8                             | ▲ 4                           |
| 5                             | Кей Нісікорі (JPN)            | 5,025                         | 22                            | 17                            | 5                             | 21                            | ▲ 12                          |
| 6                             | Енді Маррей (GBR)             | 4,675                         | 22                            | 4                             | 4                             | 12                            | ▼ 2                           |
| 7                             | Томаш Бердих (CZE)            | 4,600                         | 24                            | 7                             | 5                             | 7                             | ▬                             |
| 8                             | Мілош Раоніч (CAN)            | 4,440                         | 21                            | 11                            | 6                             | 12                            | ▲ 3                           |
| 9                             | Марин Чилич (CRO)             | 4,150                         | 25                            | 37                            | 8                             | 37                            | ▲ 28                          |
| 10                            | Давид Феррер (ESP)            | 4,045                         | 26                            | 3                             | 3                             | 10                            | ▼ 7                           |
| 11                            | Григор Димитров (BUL)         | 3,645                         | 21                            | 23                            | 8                             | 23                            | ▲ 12                          |
| 12                            | Жо-Вілфрід Тсонга (FRA)       | 2,740                         | 20                            | 10                            | 10                            | 17                            | ▼ 2                           |
| 13                            | Ернестс Гульбіс (LAT)         | 2,455                         | 24                            | 24                            | 10                            | 24                            | ▲ 11                          |
| 14                            | Фелісіано Лопес (ESP)         | 2,130                         | 27                            | 28                            | 14                            | 37                            | ▲ 14                          |
| 15                            | Роберто Баутіста Аґут (ESP)   | 2,110                         | 24                            | 58                            | 14                            | 73                            | ▲ 43                          |
| 16                            | Кевін Андерсон (RSA)          | 2,080                         | 24                            | 20                            | 16                            | 22                            | ▲ 4                           |
| 17                            | Томмі Робредо (ESP)           | 2,015                         | 26                            | 18                            | 14                            | 22                            | ▲ 1                           |
| 18                            | Гаель Монфіс (FRA)            | 1,900                         | 20                            | 31                            | 15                            | 32                            | ▲ 13                          |
| 19                            | Джон Ізнер (USA)              | 1,890                         | 24                            | 14                            | 9                             | 19                            | ▼ 5                           |
| 20                            | Фабіо Фоніні (ITA)            | 1,790                         | 26                            | 16                            | 13                            | 21                            | ▼ 4                           |

#### 1-й номер рейтингу
| Утримувач            | Коли посів            | Коли полишив          |
| -------------------- | --------------------- | --------------------- |
| Рафаель Надаль (ESP) | Станом на кінець 2013 | 6 липня 2014          |
| Новак Джокович (SRB) | 7 липня 2014          | Станом на кінець 2014 |

### Парний розряд
| Фінальне положення Гонки до Фіналу Світового Туру ATP. | Фінальне положення Гонки до Фіналу Світового Туру ATP. | Фінальне положення Гонки до Фіналу Світового Туру ATP. | Фінальне положення Гонки до Фіналу Світового Туру ATP. | Фінальне положення Гонки до Фіналу Світового Туру ATP. |
| #                                                      | Пара                                                   | Очки                                                   | Турнірів                                               |                                                        |
| ------------------------------------------------------ | ------------------------------------------------------ | ------------------------------------------------------ | ------------------------------------------------------ | ------------------------------------------------------ |
| 1                                                      | Боб Браян (USA) Майк Браян (USA)                       | 12,800                                                 | 23                                                     |                                                        |
| 2                                                      | Деніел Нестор (CAN) Ненад Зімоньїч (SRB)               | 6,020                                                  | 21                                                     |                                                        |
| 3                                                      | Жульєн Беннето (FRA) Едуар Роже-Васслен (FRA)          | 5,140                                                  | 19                                                     |                                                        |
| 4                                                      | Александер Пея (AUT) Бруно Соарес (BRA)                | 4,870                                                  | 27                                                     |                                                        |
| 5                                                      | Марсель Гранольєрс (ESP) Марк Лопес (ESP)              | 4,650                                                  | 19                                                     |                                                        |
| 6                                                      | Жан-Жульєн Роєр (NED) Горія Текеу (ROU)                | 4,490                                                  | 30                                                     |                                                        |
| 7                                                      | Іван Додіг (CRO) Марсело Мело (BRA)                    | 4,370                                                  | 21                                                     |                                                        |
| 8                                                      | Лукаш Кубот (POL) Роберт Ліндстедт (SWE)               | 3,680                                                  | 20                                                     |                                                        |
| 9                                                      | Ерік Буторак (USA) Равен Класен (RSA)                  | 3,385                                                  | 27                                                     |                                                        |
| 10                                                     | Вашек Поспішил (CAN) Джек Сок (USA)                    | 3,030                                                  | 7                                                      |                                                        |

| Станом на 29 грудня 2014 | Станом на 29 грудня 2014 | Станом на 29 грудня 2014 | Станом на 29 грудня 2014 | Станом на 29 грудня 2014 | Станом на 29 грудня 2014 | Станом на 29 грудня 2014 | Станом на 29 грудня 2014 |
| #                        | Гравець                  | Очки                     | Трн                      | 13' Rank                 | Н-вищ.                   | Н-ниж.                   | 13→14                    |
| ------------------------ | ------------------------ | ------------------------ | ------------------------ | ------------------------ | ------------------------ | ------------------------ | ------------------------ |
| 1                        | Боб Браян (USA)          | 12,740                   | 22                       | 1T                       | 1T                       | 1T                       | ▬                        |
| 1                        | Майк Браян (USA)         | 12,740                   | 22                       | 1T                       | 1T                       | 1T                       | ▬                        |
| 3                        | Ненад Зімоньїч (SRB)     | 6,430                    | 24                       | 14                       | 3                        | 18                       | ▲ 11                     |
| 4                        | Деніел Нестор (CAN)      | 6,270                    | 26                       | 25                       | 3                        | 25                       | ▲ 21                     |
| 5                        | Жульєн Беннето (FRA)     | 5,350                    | 21                       | 26                       | 5                        | 35                       | ▲ 21                     |
| 6                        | Марсело Мело (BRA)       | 5,100                    | 26                       | 6                        | 3                        | 10                       | ▬                        |
| 7                        | Едуар Роже-Васслен (FRA) | 5,050                    | 21                       | 17                       | 6                        | 20                       | ▲ 10                     |
| 8                        | Марсель Гранольєрс (ESP) | 4,830                    | 25                       | 12                       | 7                        | 27                       | ▲ 4                      |
| 9                        | Марк Лопес (ESP)         | 4,650                    | 19                       | 11                       | 9                        | 30                       | ▲ 2                      |
| 10                       | Александер Пея (AUT)     | 4,570                    | 27                       | 4                        | 3T                       | 10T                      | ▼ 6                      |
| 10                       | Бруно Соарес (BRA)       | 4,570                    | 27                       | 3                        | 3                        | 10T                      | ▼ 7                      |
| 12                       | Іван Додіг (CRO)         | 4,370                    | 22                       | 7                        | 6                        | 16                       | ▼ 5                      |
| 13                       | Роберт Ліндстедт (SWE)   | 3,995                    | 27                       | 19                       | 7                        | 20                       | ▲ 6                      |
| 14                       | Вашек Поспішил (CAN)     | 3,940                    | 22                       | 89                       | 12                       | 100                      | ▲ 75                     |
| 15                       | Джек Сок (USA)           | 3,825                    | 15                       | 101                      | 13                       | 222                      | ▲ 86                     |
| 16                       | Жан-Жульєн Роєр (NED)    | 3,740                    | 30                       | 15T                      | 14T                      | 34                       | ▼ 1                      |
| 16                       | Горія Текеу (ROU)        | 3,740                    | 29                       | 23                       | 14T                      | 30                       | ▲ 7                      |
| 18                       | Лукаш Кубот (POL)        | 3,680                    | 20                       | 37                       | 14                       | 41                       | ▲ 19                     |
| 19                       | Ніколя Маю (FRA)         | 3,350                    | 21                       | 32                       | 10                       | 32                       | ▲ 13                     |
| 20                       | Ерік Буторак (USA)       | 3,320                    | 28                       | 47                       | 18T                      | 49                       | ▲ 27                     |
| 20                       | Равен Класен (RSA)       | 3,320                    | 28                       | 44                       | 18T                      | 47                       | ▲ 24                     |

#### 1-й номер рейтингу
| Утримувачі                       | Коли посіли           | Коли полишили         |
| -------------------------------- | --------------------- | --------------------- |
| Боб Браян (USA) Майк Браян (USA) | Станом на кінець 2013 | Станом на кінець 2014 |

## Лідери за статистикою
станом на 15 грудня 2014
| Ейси | Ейси            | Ейси  | Ейси   |
| #    | Гравець         | Ейсів | Матчів |
| ---- | --------------- | ----- | ------ |
| 1    | Іво Карлович    | 1,185 | 64     |
| 2    | Мілош Раоніч    | 1,107 | 67     |
| 3    | Джон Ізнер      | 989   | 57     |
| 4    | Марин Чилич     | 744   | 72     |
| 5    | Кевін Андерсон  | 723   | 62     |
| 6    | Ернестс Гульбіс | 650   | 62     |
| 7    | Сем Кверрі      | 646   | 45     |
| 8    | Фелісіано Лопес | 638   | 64     |
| 9    | Роджер Федерер  | 627   | 78     |
| 10   | Tomas Berdych   | 607   | 74     |

| Виграв геймів на своїй подачі | Виграв геймів на своїй подачі | Виграв геймів на своїй подачі | Виграв геймів на своїй подачі |
| #                             | Гравець                       | %                             | Матчів                        |
| ----------------------------- | ----------------------------- | ----------------------------- | ----------------------------- |
| 1                             | Джон Ізнер                    | 93                            | 57                            |
| 2                             | Іво Карлович                  | 93                            | 64                            |
| 3                             | Роджер Федерер                | 91                            | 78                            |
| 4                             | Мілош Раоніч                  | 90                            | 67                            |
| 5                             | Новак Джокович                | 88                            | 69                            |
| 6                             | Жо-Вілфрід Тсонга             | 87                            | 50                            |
| 7                             | Сем Кверрі                    | 87                            | 45                            |
| 8                             | Григор Димитров               | 86                            | 67                            |
| 9                             | Фелісіано Лопес               | 86                            | 64                            |
| 10                            | Томаш Бердих                  | 86                            | 74                            |

| Відіграв брейк-пойнтів | Відіграв брейк-пойнтів | Відіграв брейк-пойнтів | Відіграв брейк-пойнтів |
| #                      | Гравець                | %                      | Матчів                 |
| ---------------------- | ---------------------- | ---------------------- | ---------------------- |
| 1                      | Джон Ізнер             | 75                     | 57                     |
| 2                      | Іво Карлович           | 72                     | 64                     |
| 3                      | Роджер Федерер         | 71                     | 78                     |
| 4                      | Жо-Вілфрід Тсонга      | 70                     | 50                     |
| 5                      | Кевін Андерсон         | 69                     | 62                     |
| 6                      | Фелісіано Лопес        | 69                     | 64                     |
| 7                      | Джек Сок               | 69                     | 47                     |
| 8                      | Мілош Раоніч           | 69                     | 67                     |
| 9                      | Едуар Роже-Васслен     | 68                     | 49                     |
| 10                     | Сем Кверрі             | 67                     | 45                     |

| Відсоток першої подачі | Відсоток першої подачі | Відсоток першої подачі | Відсоток першої подачі |
| #                      | Гравець                | %                      | Матчів                 |
| ---------------------- | ---------------------- | ---------------------- | ---------------------- |
| 1                      | Рафаель Надаль         | 70                     | 59                     |
| 2                      | Роберто Баутіста Аґут  | 69                     | 64                     |
| 3                      | Джон Ізнер             | 68                     | 57                     |
| 4                      | Денис Істомін          | 68                     | 51                     |
| 5                      | Іво Карлович           | 67                     | 64                     |
| 6                      | Новак Джокович         | 67                     | 69                     |
| 7                      | Едуар Роже-Васслен     | 67                     | 49                     |
| 8                      | Кевін Андерсон         | 66                     | 62                     |
| 9                      | Фернандо Вердаско      | 66                     | 46                     |
| 10                     | Пабло Андухар          | 66                     | 44                     |

| Виграв очок на першій подачі | Виграв очок на першій подачі | Виграв очок на першій подачі | Виграв очок на першій подачі |
| #                            | Гравець                      | %                            | Матчів                       |
| ---------------------------- | ---------------------------- | ---------------------------- | ---------------------------- |
| 1                            | Іво Карлович                 | 84                           | 64                           |
| 2                            | Мілош Раоніч                 | 83                           | 67                           |
| 3                            | Сем Кверрі                   | 79                           | 45                           |
| 4                            | Марин Чилич                  | 79                           | 72                           |
| 5                            | Джон Ізнер                   | 79                           | 57                           |
| 6                            | Стен Вавринка                | 79                           | 51                           |
| 7                            | Роджер Федерер               | 79                           | 78                           |
| 8                            | Томаш Бердих                 | 78                           | 74                           |
| 9                            | Ернестс Гульбіс              | 78                           | 62                           |
| 10                           | Фелісіано Лопес              | 78                           | 64                           |

| Виграв очок на другій подачі | Виграв очок на другій подачі | Виграв очок на другій подачі | Виграв очок на другій подачі |
| #                            | Гравець                      | %                            | Матчів                       |
| ---------------------------- | ---------------------------- | ---------------------------- | ---------------------------- |
| 1                            | Роджер Федерер               | 58                           | 78                           |
| 2                            | Джон Ізнер                   | 57                           | 57                           |
| 3                            | Новак Джокович               | 56                           | 69                           |
| 4                            | Рішар Гаске                  | 56                           | 47                           |
| 5                            | Філіпп Кольшрайбер           | 56                           | 61                           |
| 6                            | Рафаель Надаль               | 55                           | 59                           |
| 7                            | Жо-Вілфрід Тсонга            | 54                           | 50                           |
| 8                            | Іво Карлович                 | 54                           | 64                           |
| 9                            | Стен Вавринка                | 54                           | 51                           |
| 10                           | Джек Сок                     | 54                           | 47                           |

| Виграв очок при відбитті першої подачі | Виграв очок при відбитті першої подачі | Виграв очок при відбитті першої подачі | Виграв очок при відбитті першої подачі |
| #                                      | Гравець                                | %                                      | Матчів                                 |
| -------------------------------------- | -------------------------------------- | -------------------------------------- | -------------------------------------- |
| 1                                      | Рафаель Надаль                         | 35                                     | 59                                     |
| 2                                      | Давид Феррер                           | 34                                     | 78                                     |
| 3                                      | Гаель Монфіс                           | 34                                     | 47                                     |
| 4                                      | Енді Маррей                            | 33                                     | 75                                     |
| 5                                      | Новак Джокович                         | 33                                     | 69                                     |
| 6                                      | Гільєрмо Гарсія-Лопес                  | 32                                     | 51                                     |
| 7                                      | Роджер Федерер                         | 32                                     | 78                                     |
| 8                                      | Пабло Андухар                          | 32                                     | 44                                     |
| 9                                      | Фабіо Фоніні                           | 32                                     | 60                                     |
| 10                                     | Роберто Баутіста Аґут                  | 31                                     | 64                                     |

| Виграв очок при відбитті другої подачі | Виграв очок при відбитті другої подачі | Виграв очок при відбитті другої подачі | Виграв очок при відбитті другої подачі |
| #                                      | Гравець                                | %                                      | Матчів                                 |
| -------------------------------------- | -------------------------------------- | -------------------------------------- | -------------------------------------- |
| 1                                      | Новак Джокович                         | 58                                     | 69                                     |
| 2                                      | Рафаель Надаль                         | 56                                     | 59                                     |
| 3                                      | Давид Феррер                           | 56                                     | 78                                     |
| 4                                      | Енді Маррей                            | 55                                     | 75                                     |
| 5                                      | Томаш Бердих                           | 54                                     | 74                                     |
| 6                                      | Кей Нісікорі                           | 53                                     | 66                                     |
| 7                                      | Пабло Андухар                          | 53                                     | 44                                     |
| 8                                      | Жиль Сімон                             | 53                                     | 52                                     |
| 9                                      | Роберто Баутіста Аґут                  | 53                                     | 64                                     |
| 10                                     | Яркко Ніємінен                         | 52                                     | 49                                     |

| Реалізував брейк-пойнтів | Реалізував брейк-пойнтів | Реалізував брейк-пойнтів | Реалізував брейк-пойнтів |
| #                        | Гравець                  | %                        | Матчів                   |
| ------------------------ | ------------------------ | ------------------------ | ------------------------ |
| 1                        | Рафаель Надаль           | 48                       | 59                       |
| 2                        | Новак Джокович           | 45                       | 69                       |
| 3                        | Жиль Сімон               | 45                       | 52                       |
| 4                        | Енді Маррей              | 44                       | 75                       |
| 5                        | Давид Феррер             | 43                       | 78                       |
| 6                        | Філіпп Кольшрайбер       | 43                       | 61                       |
| 7                        | Роберто Баутіста Аґут    | 43                       | 64                       |
| 8                        | Фабіо Фоніні             | 43                       | 60                       |
| 9                        | Григор Димитров          | 42                       | 67                       |
| 10                       | Сантьяго Хіральдо        | 42                       | 55                       |

| Return Games Won | Return Games Won      | Return Games Won | Return Games Won |
| #                | Гравець               | %                | Матчів           |
| ---------------- | --------------------- | ---------------- | ---------------- |
| 1                | Рафаель Надаль        | 35               | 59               |
| 2                | Новак Джокович        | 33               | 69               |
| 3                | Давид Феррер          | 33               | 78               |
| 4                | Енді Маррей           | 32               | 75               |
| 5                | Пабло Андухар         | 29               | 44               |
| 6                | Кей Нісікорі          | 28               | 66               |
| 7                | Фабіо Фоніні          | 27               | 60               |
| 8                | Гаель Монфіс          | 27               | 47               |
| 9                | Роберто Баутіста Аґут | 26               | 64               |
| 10               | Роджер Федерер        | 26               | 78               |

## Нарахування очок
| Категорія                        | П                     | Ф                    | ПФ                  | ЧФ | 1/8 | 1/16 | 1/32 | 1/64 | Кв | 3РК | 2РК | 1РК |
| Великий шолом (128S)             | 2000                  | 1200                 | 720                 | 360 | 180 | 90 | 45 | 10 | 25 | 16 | 8 | 0 |
| Великий шолом (64D)              | 2000                  | 1200                 | 720                 | 360 | 180 | 90 | 0 | – | 25 | – | 0 | 0 |
| Фінал Світового Туру ATP (8S/8D) | 1500 (max) 1100 (min) | 1000 (max) 600 (min) | 600 (max) 200 (min) | 200 за перемогу в кожному матчі кругового турніру, +400 за перемогу в півфіналі, +500 за перемогу у фіналі. | 200 за перемогу в кожному матчі кругового турніру, +400 за перемогу в півфіналі, +500 за перемогу у фіналі. | 200 за перемогу в кожному матчі кругового турніру, +400 за перемогу в півфіналі, +500 за перемогу у фіналі. | 200 за перемогу в кожному матчі кругового турніру, +400 за перемогу в півфіналі, +500 за перемогу у фіналі. | 200 за перемогу в кожному матчі кругового турніру, +400 за перемогу в півфіналі, +500 за перемогу у фіналі. | 200 за перемогу в кожному матчі кругового турніру, +400 за перемогу в півфіналі, +500 за перемогу у фіналі. | 200 за перемогу в кожному матчі кругового турніру, +400 за перемогу в півфіналі, +500 за перемогу у фіналі. | 200 за перемогу в кожному матчі кругового турніру, +400 за перемогу в півфіналі, +500 за перемогу у фіналі. | 200 за перемогу в кожному матчі кругового турніру, +400 за перемогу в півфіналі, +500 за перемогу у фіналі. |
| Мастерс (96S)                    | 1000                  | 600                  | 360                 | 180 | 90 | 45 | 25 | 10 | 16 | – | 8 | 0 |
| Мастерс (56S/48S)                | 1000                  | 600                  | 360                 | 180 | 90 | 45 | 10 | – | 25 | – | 16 | 0 |
| Мастерс (32D/24D)                | 1000                  | 600                  | 360                 | 180 | 90 | 0 | – | – | – | – | – | – |
| ATP 500 (48S)                    | 500                   | 300                  | 180                 | 90 | 45 | 20 | 0 | – | 10 | – | 4 | 0 |
| ATP 500 (32S)                    | 500                   | 300                  | 180                 | 90 | 45 | 0 | – | – | 20 | – | 10 | 0 |
| ATP 500 (16D)                    | 500                   | 300                  | 180                 | 90 | 0 | – | – | – | 20 | – | 0 | 0 |
| ATP 250 (56S/48S)                | 250                   | 150                  | 90                  | 45 | 20 | 10 | 0 | – | 5 | 3 | 0 | 0 |
| ATP 250 (32S/28S)                | 250                   | 150                  | 90                  | 45 | 20 | 0 | – | – | 12 | 6 | 0 | 0 |
| ATP 250 (24D)                    | 250                   | 150                  | 90                  | 45 | 20 | 0 | – | – | – | – | – | – |
| ATP 250 (16D)                    | 250                   | 150                  | 90                  | 45 | 0 | – | – | – | – | – | – | – |

Шаблон:Розподіл рейтингових очок кубка Девіса 2009